# 境界觸發者角色列表
境界觸發者角色列表為日本漫畫《境界觸發者》及其動畫上登場的虛構角色。
- 擔當聲優配音順序為為以下

- 配音：日本 電視動畫 ；台灣版本 ；香港版本

## 主要人物
- 空閑遊真、三雲修、雨取千佳、迅悠一四人皆為主人公[1]。

空閑遊真（Kuga Yūma）
配音：村中知（日本）；邱佩轝（台灣）；顧詠雪（香港）
舞台劇演員：植田圭輔（第1～5彈）
年齡：15歲（中學生），生日：7月18日（天劍座），身高：141cm，喜歡的東西：日本的食物（小南做的咖哩）。
玉狛第二（三雲隊）隊員，攻擊手。目前積分：蠍子－4553→4817(漫畫第93話)→5172(漫畫第112話)。
原本居住在近界的近界民少年，和父親一起參與近界民的戰爭，因而實戰經驗豐富，具有與BORDER複數A級隊員戰鬥也能獲勝的實力。目前除了玉狛支部外，只有「BORDER」幹部及參加黑觸發爭奪戰的戰鬥員知道遊真是近界民。
使用黑觸發，其功能為「學習對手的能力，並納為己有」，自接收後髮色由黑轉白，也繼承父親「視破謊言」的伴隨效應。三離子的肉體無法成長，因此遊真的外表從11歲起便沒有變化，也無法像常人一樣睡覺。拿掉黑觸發的戒指並不會馬上死掉，還能活動一段時間，就像充電切斷般的感覺，三離子用光就會變成不能活動的睡眠模式，一旦供給三離子就會馬上活動起來，但沒有戒指就無法給肉身輸送營養，放著不管可能會死。
4年前，父親有吾犧牲性命製作黑觸發，將遊真瀕死的身體封印其中，並以三離子的肉體取而代之，並遵照他的留言來到日本尋找父親的朋友最上。但由於缺乏社會常識，剛來到日本時曾因看不懂交通信號而被車子撞到，對於腳踏車和錢幣也感到不可思議。轉學至三門市的中學，為三雲修的同班同學，兩人因此結識，被教導在日本生活所需的各種規矩。後來與修、千佳組隊加入玉狛支部，成為小南的徒弟，於故事開始的一個半月前入隊。
大規模侵略戰篇，擊敗阿夫特克拉托爾的國寶級黑觸發「星之杖」使用者維札，後在海連襲擊修時從遠處援護三雲修，之後以擊破使用黑觸發的人型近界民和後於本部基地前的攻防戰間進行射擊援護，對敵人的撤退做出了貢獻，拉比特擊破3隻，因而在侵略戰後被授予特級戰績。
B級排名戰篇，為玉狛第二的得分王牌，佔全隊擊殺分足足81％，戰鬥中利用綠川所教的蚱蜢及三雲的蜘蛛做出意料之外的動作來取分，作為玉狛第二（三雲隊）隊員參加B級排名戰，出道第一戰獲8分，後多次得分讓隊伍來到B級上位。目前與村上和影浦的個人賽勝率為－村上勝61.2%、影浦勝52.4%。在B級排名戰第八輪時，以自身當誘餌，讓雨取和三雲分別擊破辻和二宮，最終以B級第二位入選遠征選拔，現正參與遠征模擬訓練中。
遠征選拔篇被分在歌川第1隊，在第一天的遠征模擬訓練中，因對課題有多處無法理解，向同隊的志歧小夜子多次詢問而導致志歧小夜子的課題無法做完，自己所處的隊伍目前位於倒數第三名。但在模擬戰鬥當中表現出色，獲得13勝5敗12平排第一名。目前總成績回升至第六位。
特殊招式『螳螂變化版』
使用第二把蠍子從地下和扔出去的第一把蠍子連結變形進行攻擊，並在B級第八戰前夕時出招給帶島、綠川、弓場看過。
特殊招式『飛刀彈射』
使用扔出去的蠍子以及製造一個彈珠（亂反射）的立場包圍蠍子和對手進行彈射攻擊敵方，空閑在B級第八戰時使用此招攻擊帶島。
三雲修（Osamu Mikumo）
配音：梶裕貴（日本）；吳愷笛（台灣）；郭湛深（香港）
舞台劇演員：溝口琢矢（第1～5彈）
年齡：15歲（中學生），生日：5月25日（天兔座），血型：A型，身高：168cm，喜歡的東西：父母親手做的料理、橋。
玉狛第二（三雲隊）隊長，射手。目前積分：4309(漫畫第94話)→通常彈 4282(漫畫第112話)。
居住在日本三門市的少年，特徵是眼鏡，周圍的人常叫他「眼鏡仔」，擁有正義感，有極強的毅力和不死心的個性，由於討厭無能為力的自己因此加入「BORDER」。還是C級訓練生時用的武器是光魂，轉入玉狛支部後，曾向烏丸表明自己想成為「槍手」，但在烏丸的建議下轉而擔任可以反映創意與構想的「射手」。與其他隊員相比，身體能力與三離子能力並不出色，但之後實力有明顯進步，以及被風間認定「具有能發揮創意與判讀對手的頭腦」。
於故事開始的5個月前入隊，為「BORDER」C級訓練生，由於遊真將找出異常門開啟之原因的功勞記在修身上，因此在迅的建議下晉升為B級隊員，為了幫助千佳尋找被三離子兵抓走而下落不明的朋友及哥哥，與遊真、千佳組隊加入玉狛支部，成為烏丸的徒弟，以成為「A級隊員」為首要目標，並以加入「遠征部隊」為最終目標而努力中。
大規模侵略戰篇，以援護自西南地區向基地撤退的C級隊員，攻擊近界民的遠征艇致使近界民撤退，拉比特擊破3隻，侵略戰後被授予一級戰績。侵略戰後為了應付外界跟媒體對此次的質疑，原本被城戶跟根付用來當作此次的替罪羔羊，但在記者會上發出近界遠征要救回所有人的宣言，使得情勢整個反轉。
B級排名戰篇，憑戰術部署讓玉狛第二在第二場、第三場比賽中勝出，但個人對自己幾乎沒有得分感到失落，覺得自己要變得更強。在第四場比賽失利後，向木虎請教變強的方法，醒悟自己「就算不在場，哪怕第一個被放倒，卻仍然能夠為隊友持續提供援助」的角色定位，後來順利在第五場比賽大勝對手並在之後的比賽比賽使出「蜘蛛」，干擾敵人以及強化遊真的攻擊犀利度。B級排名戰第八場，在最後決戰對上二宮一隊時，與遊真配合使用追蹤彈(獵犬)成功擊殺二宮，最終以B級第二位入選遠征選拔，現正參與遠征模擬訓練中。
遠征選拔篇被分在諏訪第7隊，在第一天的遠征模擬訓練中，因自身三離子過少而使用耗盡，導致自己所處的隊伍當時位於最後一名。但及後用策略成功追回進度取得分數進展。並在第三天模擬戰鬥當中，提出以隊內有三名隊長的特性把戰鬥單位分成三個小隊的作戰方法，當天6勝3敗1和得到第一名，總成績10勝16敗4和排第四位。於模擬三離子兵戰鬥時，提出讓狙擊型只打首兩回合節省子彈以製造出數量和強度都能比其他隊強的組合及其他策略，取得6勝3敗1和第一名，總排名升至第二位。
雨取千佳（Chika Amatori）
配音：田村奈央（日本）；李昀晴（台灣）；羅婉楓（香港）
舞台劇演員：其原有沙（第1～5彈）
年齡：14歲（中學生），生日：2月11日生（青蛙座），血型：A型，身高：140cm，喜歡的東西：小動物、小朋友、白飯、工作。
玉狛第二（三雲隊）的B級隊員，狙擊手。
與修同學校的少女，天生具有強大的三離子能力而吸引近界民追捕，其能力被判定為黑觸發等級，被近界民稱為「黃金雛鳥」，在「BORDER」也有著「三離子怪獸」的稱號。具有「能感知敵人的存在」與「氣息消除」的伴隨效應。
最初被近界民襲擊時，「BORDER」基地尚未建成，因為哥哥及朋友被近界民擄走而開始畏懼求助於人，也因為不希望牽連他人而沒有找「BORDER」協助，為了能到近界尋找被誘拐的哥哥和朋友而自願加入玉狛支部，成為木崎的徒弟，在前輩木崎底下進行狙擊手的特訓，目標是升上A級隊員並參與遠征部隊選拔，於故事開始的一個半月前入隊。
大規模侵略戰篇，一度被捕捉封於立方體中，被修用假立方體掉包救走並從立方體中恢復，大規模侵略後也被他特別要求升上B級隊員，利用遊真、修的積分獎勵轉讓成為B級隊員，主要是因其特殊三離子能力而能特例轉讓。
B級排名戰篇，雖然擁有如同大砲一樣的狙擊力，甚至可以做出改變戰場地形的砲擊，但無法朝人開槍，因此在B級排名戰前中期只能協助隊友取分。其後得到讓提點而學會利用閃電鉛彈，可以朝人開槍妨礙對手行動，並在玉狛第二的第五場比賽中協助隊友取得分數。於B級排名戰第7輪以炸裂彈發動大範圍轟炸，無意中擊敗奧寺，首次直接得分。
對於無法朝人開槍一事，在休斯道出如果不開槍將會在之後的戰爭害死三雲以及空閒時透露出原因，其本人給出的解釋為：因怕傷害了別人而被其他人責備是否過於可怕（自身具有強大破壞力）。
之後在B級排名戰第八輪，因休斯被擊殺，不再迷惘，決心要朝敵人攻擊並得到分數。最後成功射殺辻新之助，奪取關鍵一分，讓自身隊伍有辦法參加遠征。
遠征選拔篇被分在二宮第2隊，和好友繪馬同隊，在模擬戰鬥中一開始憑著巨大三離子量虐殺對手，但後來被發現行動力不足及戰鬥經驗不足的弱點而被針對打擊，並暴露出碰見無法解決的難題時仍不太主動求助的問題，得二宮和東提醒後重新振作並思考改善辦法。目前總排名第七位。
迅悠一（Yūichi Jin）
配音：中村悠一（日本）；吳東原〈第1～48集〉→張敦喻〈第49～73集〉（台灣）；鄺家進(DS)（香港）
舞台劇演員：高橋健介（第1～5彈）
年齡：19歲，生日：4月9日（遊隼座），血型：O型，身高：179cm，喜歡的東西：炸仙貝、女生的屁屁、暗地活躍。
玉狛支部的S級隊員→A級隊員（放棄黑觸發），攻擊手。
連載短篇「實力派菁英迅」的主角。自稱「實力派菁英」，為加強本身菁英形象總是維持三離子體的狀態，但肉身時的服裝也沒什麼大變化。「舊BORDER」成員，比小南晚加入，曾是最上的徒弟。
使用的黑觸發為「風刃」，為其師父最上的遺物。具有「預知未來」的伴隨效應，如果是「近乎確定的未來」，就能看見以年為單位的未來，與「不確定且時間短暫」的未來，並加以干涉就只能見到非常近的未來，法看到未曾謀面的人的未來。
雖然母親被近界民殺害但不怨恨近界民，曾經參與遠征去過近界幾次，認為近界民中也有好人。在還是A級時與太刀川是爭奪攻擊手第1名的勁敵，當時他是第2名，發明蠍子後漸漸勢均力敵，論合計戰績仍低於太刀川，風刃爭奪戰時一瞬間打倒了其他候選人，成為了S級隊員（太刀川無法啟動風刃，因此沒有參與爭奪戰）。
曾掌控「BORDER」高層對修的處分，因為找到不規則門發生原因的功勞不能歸於身為近界民的遊真，而歸於修並使他能晉升為B級成員，繼而邀請遊真加入玉狛支部，為保護三位後輩，與嵐山隊合作，並和前來奪取遊真黑觸發的A級眾隊伍（太刀川隊、冬島隊、風間隊、三輪隊）展開黑觸發爭奪戰，並以一對六取得勝利，戰後在交出遊真和風刃之間選擇了後者，降為A級隊員。
大規模侵略戰篇，通過伴隨效應巧妙設計了戰場，將受害抑制在較低水準，成功拖住並俘虜了被神之國其他人員遺棄的休斯，但同時因為這計劃傷害了修、千佳和REPLICA而一度感到自責與失落。侵略戰後被授予一級戰績（援護自西南地區向基地撤退的C級隊員，阻止人型近界民，並將其俘虜）。
在第四場排名戰時與作為俘虜的休斯打賭，輸了之後答應給對方一個額度的要求，但是因為休斯覺得太可疑了所以暫時保留此項權利不使用。之後將休斯的武裝交由林藤陽太郎保管，並告知對方可以自己決定要不要還給休斯。
在伽洛普拉入侵中以未來視預知了對方的目標，讓BORDER最頂尖的四名攻擊手先等在遠征艇前攔截，自己則手持暫時從本部拿回來的風刃自由行動。在透過未來視看到陽太郎獨自去追休斯後判斷應當先處理那邊的問題而將守護遠征艇的工作交給四人離開本部，途中與三輪隊合作拿下其中一位人形近界民後趕到現場目睹雷基與休斯的互動。在休斯使用打賭時留下的權利表示要迅「把自己送回國」後欣然同意，並建議他加入玉狛第二參加遠征來達成目標。
伽洛普拉暫時收兵後與林藤支部長、陽太郎一起找上伽羅普拉的遠征隊，透露自己的伴隨效應與陽太郎王族的身份後與對方結盟。隨後表示自己看到的未來告訴自己應該要留在玄界比較好，因此不能參加此次公開遠征，而將三雲推派為玉狛支部結盟代表。
封閉測試中身為A級做評分人員的同時，也身兼與上層部共同討論A級與臨時隊伍表現的工作。
Replica（雷普利卡）
配音：田中秀幸（日本）；陳余寬、吳東原〈分身〉（台灣）；伍博民（香港）
舞台劇演員：鯨井康介（聲音，第1～4彈）
自稱遊真的監視者，是遊真的父親有吾製作的自律型三離子兵。因為遊真的出生，為了監護他和當他的朋友才被做出來的。具有豐富的知識，平時隱藏身型待在遊真身邊給予忠告，但認為最終作決定的還是遊真自己。外型為黑色兔耳的飛行機械，可浮在空中，且能分離出分身供聯繫用，戰鬥時可以使出印協助遊真。具測定索用來測量三離子能力，能將三離子能力視覺化為立方體，其立方體大小就代表三離子能力的等級。
其資料庫保存著遊真與有吾周遊列國的記錄，REPLICA將這些資訊提供給「BORDER」以抵禦近界民的大規模攻擊。大規模侵略戰篇，與修合作並以犧牲自己為代價入侵敵方系統，將敵方飛船強制遣返，逼迫人型近界民必須即刻返回飛船，在最後剩餘的時間將遊真託付給修照顧，隨後與近界民飛船一同消失。後來由宇佐美告知，如果REPLICA死了，分身也會跟著消失，由此推斷REPLICA還活著。

## BORDER
又稱「境界防衛機構」，獨自研究「近界民」的技術，對抗著近界民並保護城市的和平不被近界民侵擾。

### S級隊員
天羽月彥（Tsukihiko Amō）
配音：代永翼（日本）；高銘孝（台灣）；陳漢祺（香港）
年齡：16歲，生日：12月3日（巨鯨座），血型：A型，身高：165cm，喜歡的東西：水、漢堡、巧克力。
「BORDER」本部S級隊員，萬能手（全方位戰士）。
於故事開始的三年前入隊，「BORDER」的最高戰力。平時品行不良，但論戰鬥能力比迅悠一還要強大，其戰鬥時的姿態會偏離人類的模樣。持有黑觸發為力量型，不懂得收斂力量，一旦開始戰鬥就容易將一座城市給夷為平地，因此不適合進行隱密任務。具有以「顏色」來判別對手實力的伴隨效應，本人自稱至今為止碰到的都是雜魚而毫無幹勁。
大規模侵略戰篇，迅以炸仙貝為報酬拜託天羽處理基地西邊的近界民，之後獨自應對西部、西北部大範圍防禦任務並將受害人數控制到0，擊破拉比特3隻，侵略戰後被授予特級戰功。在遠征艦防衛戰中，協助忍田本部長以伴隨效應來判定敵人的實力。
設計時的原型印象是「棄犬」。

### A級隊員
目前總計9支部隊，人數約30多人，在全「BORDER」裡，只占5％的比例，據木虎所述，此級別的人是菁英中的菁英。而在遠征前夕，高層會從這之中選擇遠征部隊的人員，總計遠征次數不明，已知太刀川隊、冬島隊、風間隊為上次近界遠征參與隊伍。

#### A級 玉狛第一（木崎隊）
玉狛支部的精銳部隊，玉狛使用的是客製化觸發，因為和本部的觸發規格不同的關係，雖然是A級隊伍，但基本上不打本部隊伍排名戰。各隊員擁有「BORDER」頂尖等級的實力與獨特的戰鬥方式，以及使用玉狛特製的試作型觸發而發揮能與黑觸發抗衡的戰鬥力，所以被本部長認定為『BORDER最強部隊』。
木崎憐士（Reiji Kizaki）
配音：前野智昭（日本）；鄒韋（台灣）；周凱榮（香港）
舞台劇演員：田鶴翔吾（第2～3彈）
年齡：21歲（男大學生），生日：7月2日（天劍座），血型：A型，身高：191cm，喜歡的東西：自我鍛鍊、料理。
玉狛第一（木崎隊）隊長，完美無瑕・全方位戰士（完美萬能手）。萬能手第1名。
「舊BORDER」成員，比迅晚加入。為東的徒弟之一，後來擔任烏丸、千佳的師傅。父親生前為救難隊員，於9年前為保護小孩而死。暗戀著林藤百合很長一段時間，只要見到她就會難以保持冷靜。
性格沉穩，是名靈巧型的肌肉男子。肌肉原理主義者，卻不會瞧不起肌肉較弱的人，反而會為了弱者運用自己鍛鍊出來的肌肉，因而被宇佐美稱為「冷靜的肌肉」，但卻不擅長在喜歡的女性面前合適地穿著打扮。在料理方面也是萬能手，得意的料理是「肉肉肉炒蔬菜」，會放入平時三倍分量肉的肉炒蔬菜，為玉狛的固定菜式之一。
使用的玉狛客製化觸發是「全武裝」。為「BORDER」內獨一無二的「完美無瑕·全方位戰士」，可以應對任意距離的戰鬥，在攻擊手、槍手和狙擊手積分皆拿到8000分以上。
在千佳加入玉狛支部後，擔任千佳的師傅，特訓她作一名狙擊手。大規模侵略戰篇，敗給持有國寶級黑觸發「星之杖」使用者維札，但也成功的牽制住對方，侵略戰後被授予二級戰績。
特殊招式『噴射肌肉拳』
用光魂和推進器加速拳頭的打擊力道，曾用來揍飛拉比特以及打碎過休斯臉的部分三離子體。
小南桐繪（Kirie Konami）
配音：釘宮理惠（日本）；黃玉奇（台灣）；陳雪瑩（香港）
舞台劇演員：浜浦彩乃（第2、4彈）
年齡：17歲（女高中生），生日：7月28日（企鵝座），血型：B型，身高：157cm，喜歡的東西：甜點、水果、紅色的東西。
玉狛第一（木崎隊）隊員，攻擊手 (真正意義上攻擊手第1名,因為客製化觸發無法參加排名戰而分為第3) 攻擊手第3名。
「舊BORDER」成員，比迅早加入，僅次於林藤支部長的老將，年紀輕輕就已是隊員，參與過四年半前的第一次大規模侵略，過去相當黏林藤支部長。和嵐山是表兄妹關係。
性格純真、天真的少女，很容易被騙，跟她交情好的人說的話更是特別容易唬到她，特別常被烏丸所騙。看起來一臉天然，其實在大小姐學校上課。在校成績很好，而為了不讓學校熟人認出來，在學校會偽裝成淑女，在「BORDER」的職位也謊稱為操作員。在支部輪班做飯時會做咖哩（小南只會做這道菜）。三離子體的隊服設定為黃綠色，並保持從前的短髮造型。
使用玉狛客製化觸發為「雙月」，過去使用的觸發為兩把弧月，現在戰鬥方式被REPLICA形容更接近近界民。
在遊真加入玉狛支部後，擔任遊真的師傅，第一次指導遊真時，因10場中被贏了一場而感到訝異與不服輸。目前戰績疑似固定在7:3，遊真提到4勝是一堵高牆。大規模侵略戰篇，掩護自西南部地區向基地避難的C級隊員，其後集中在西南區迎擊敵人三離子兵的進攻，將受害人數控制為0，擊破拉比特4隻，侵略戰後被授予一級戰績。
烏丸京介（Kyōsuke Karasuma）
配音：福山潤（日本）；陳余寬（台灣）；黃尉斯（香港）
舞台劇演員：田村心（第2～3彈）
年齡：16歲（男高中生），生日：5月9日（天貓座），血型：O型，身高：178cm，喜歡的東西：家人、豬排。
玉狛第一（木崎隊）隊員，全方位戰士（萬能手）。
於故事開始的三年前入隊，在本部期間為太刀川隊隊員,一年前從本部轉去玉狛支部。是憐士的徒弟，以前指導過木虎，現在是修的師傅。
性格相當有酷勁的少年，繼承了師父的撲克臉。被公認為帥哥的男性，相當受女性歡迎，也是木虎的崇拜對象。被宇佐美稱為「遲鈍的帥哥」，小南稱他為「鳥丸」，總是一本正經地說謊捉弄小南。家裡窮困加上有很多弟妹，所以平時都需要打工到很晚而時常不在支部。烏丸在做的有包括送報、超市收銀員、餐廳服務生等等各式各樣的打工，烏丸有輪班的那天女性客人都會倍增。在支部輪班做飯時會做他打工時做的意大利菜。
使用的玉狛客製化觸發為「幽影」，解除三離子限制，提高各方面能力。
在修加入玉狛支部後，擔任修的師傅，會根據修的要求去尋找適合他的練習方法，對於修的問題有很明確的認識，關於能力的問題則常常避而不答（因為資質弱到沒什麼可講的）。大規模侵略戰篇，使用「幽影」一度壓制海連，但被海連和蜜拉的連攜攻擊擊中而戰敗，侵略戰後被授予二級戰績。
宇佐美栞（Shiori Usami）
配音：中尾衣里（日本）；張雅婕（台灣）；何凱怡（香港）
舞台劇演員：茜屋日海夏（第1～5彈）
年齡：17歲（女高中生），生日：4月27日（天兔座），血型：O型，身高：160cm，喜歡的東西：眼鏡、讀書、照顧別人。
玉狛第二（三雲隊）隊員，操作員。
於故事開始的三年前入隊，兩年前曾是風間隊的操作員，現在也和他們處的很好，因個人原因不知為何在一年前轉去玉狛支部。「BORDER」眼鏡人協會名譽會長，基本上對任何人都很親切，但對戴著眼鏡的人會格外親切，算是和平的歧視主義分子。和米屋是表姐弟關係。在支部輪班做飯時會做天婦羅和炸雞。
在修、遊真和千佳組成玉狛第二參加B級排名戰時，擔任該隊的操作員並負責給千佳指明何時能狙擊，以此來改變整個戰局。在長時間擔任三雲隊的操作員之後，將木崎隊的操作員位置委託給林藤百合。
遠征選拔篇時，沒有編入任何隊伍，以幕後身分協助測試運作。
林藤百合（Yuri Rindō）
配音：能登麻美子（日本）
年齡：24歲。
玉狛第一（木崎隊）隊員，操作員。
「舊BORDER」成員，林藤支部長的姪女，是憐士的暗戀對象。
日前因去外縣招募隊員而外出，因而沒出現在玉狛的慶功會上，在休斯加入隊伍後已回來玉狛支部，後來在準備修的個人房間時，向修告知「舊BORDER」19人的去向，也說明玉狛（舊BORDER）徽章的意義。

#### A級1位 太刀川隊
A級1位，遠征部隊。隊徽是三把刀和刀後的新月。隊服是黑色長大衣。現任排名戰的最強隊伍，即使擁有戰力差很幾截的唯我，最強的地位還是堅若磐石，可說是太刀川和出水的能力足以彌補還綽綽有餘。攻擊手·太刀川的旋空弧月涵蓋近中距離，射手·出水對應中距離以上，以壓倒性的戰鬥力彌補沒有狙擊手的弱點。前隊員為烏丸京介，後調往玉狛支部。
太刀川慶（Kei Tachikawa）
配音：浪川大辅（日本）；高銘孝（台灣）；甄思羽（香港）
舞台劇演員：近藤頌利（第1～3彈）、井澤勇貴（第4彈）
年齡：20歲（大學生），生日：8月29日（天狼座），血型：A型，身高：180cm，喜歡的東西：烏龍麵、麻糬、可樂餅、打贏排名戰。
太刀川隊隊長，攻擊手。攻擊手第1名，個人綜合第1名。目前積分：弧月45961(漫畫第160話)。
留著小鬍子的男子，留鬍子的原因是「聽說留鬍子會顯得很聰明」這種很笨的理由。行事作風與迅相似，讓三輪感到很棘手。本質是個好戰小子，在全「BORDER」中是相當強大的，被休斯評斷像他這樣的劍術高手，就算是在阿夫特克拉托爾也屈指可數，與忍田的實力差距如同現在的遊真和小南。忍田的徒弟，和月見蓮是青梅竹馬，同時也從她那學習戰術指導。
於故事開始的四年前入隊。過去與迅是爭奪攻擊手第1名的勁敵，當時他是第1名，在迅和工程師開發出蠍子後兩人勢均力敵，論合計戰績仍高於迅。在風刃爭奪戰時沒有被風刃選上，因此沒有參加爭奪戰，無緣與迅繼續競爭，後來黑觸發爭奪戰後得知迅自願放棄黑觸發後從S級調回A級，所以可以在排名戰跟迅再度交手後異常高興。
黑觸發爭奪戰篇，受城戶司令的命令率領精銳部隊前去奪取遊真的黑觸發，但被迅的伴隨效應預測動向，最後被擊中了風刃的殘彈而落敗。
大規模侵略戰篇，迎擊襲擊基地的爆炸型三離子兵，其後以新型為中心大幅削減敵人戰力，並趕往基地東部將傷害控制到最小，擊破拉比特11隻；侵略戰後被授予特級戰績。
遠征艦防衛戰篇，被迅的伴隨效應預知將會被「一刀兩斷」，之後與小南、風間、村上一同對付來自伽洛普拉的嘉特林以及拉塔利可夫，最後當起誘餌，與嘉特林一起被小南「一刀兩斷」，導致三離子大量流失緊急脫離。
出水公平（Kōhei Izumi）
配音：石川界人（日本）；高銘孝（台灣）；楊智聰(阿朗)（香港）
舞台劇演員：飯山裕太（第1～4彈）
年齡：17歲（高中生），生日：9月21日（天狼座），血型：B型，身高：175cm，喜歡的東西：炸蝦、可樂餅、橘子、全力攻擊。
太刀川隊隊員，射手。射手第2名。
性格開朗，橙髮的少年。「BORDER」頂級天才型射手，會使用所有種類的子彈，其攻擊方式華麗，擅長在戰鬥中使用地毯式轟炸的攻擊，座右銘是「千發百中」。此外，是合成彈的創始人，還能僅花兩秒將毒蛇和美特拉合成為戰斧。被米屋稱作「子彈笨蛋」，當然本人予以強烈回擊。擁有相當高的三離子量，在全「BORDER」排名第3名（千佳加入後）。
於故事開始的三年前入隊，入隊時沒有師傅帶領，少數憑自身能力升到A級以上的隊員。與時枝和新之助並稱為著名的輔攻手，擅長自己將敵人逼近絕境再由隊友獵取的戰法。和那須是全組織唯二能夠做到不用預設彈道和操作軌道的精密控制，此技術甚至讓已是射手第一名的二宮放低身段向他拜師學習。
黑觸發爭奪戰篇，受太刀川的指示和三輪與嵐山隊對峙，假裝要攻擊實際上是用防禦以釣出嵐山隊的狙擊手佐鳥，後被嵐山准引至空曠處被嵐山隊狙擊手佐鳥擊中右手，同時太刀川與風間被打敗而緊急脫離，因此作戰宣告失敗。
大規模侵略戰篇，和米屋、綠川及B級聯隊共同擊退近界民蘭巴涅因，其後掩護向基地避難的C級隊員，在千佳變成方塊時，修自責失落時鼓勵其振作，自己則為援護而留下對付海連，對戰中發現海連的能力只對三離子體有效，於是炸毀周圍的建築物為狙擊手們打通射線，順利擊中後以為勝負已決，但海連卻通過黑觸發補充三離子體，表示遺憾後自動緊急脫離，侵略戰後被授予一級戰績。海連對其評價相當不錯，並希望能收作部下。
B級排名戰篇，修前來討教，後讓修與唯我尊一對一對決，在得到100勝後就教他合成彈的技術。
唯我尊（Takeru Yuiga）
配音：柿原徹也（日本）；張敦喻（台灣）；朱崇德（香港）
年齡：16歲（男高中生），生日：6月30日（天劍座），血型：O型，身高：169cm，喜歡的東西：高級法式料理、受尊敬。
太刀川隊隊員，槍手。
性格狂妄自大，會仗著自己是頂級隊伍而去難為別人。A級最弱者，與B級隊員相比也毫無優勢，被出水稱作累贅。於故事開始的一年前入隊，「BORDER」最大贊助商的兒子，他以這點為媒介，入隊前向上層部獅子大開口，希望將自己安排進A級部隊中，城戶司令應允其要求，將他塞進太刀川隊裡，至今過著被隊友時常欺負的意料之外的生活。
B級排名戰篇，被出水安排跟修進行個人戰，結果152勝48負，是修面對A級隊員的個人戰中勝率最高的一人(因為修面對其他A級隊員時基本上是0勝)。
國近柚宇（Yū Kunichika）
配音：庄司宇芽香（日本）；邱佩轝（台灣）；馮詠恩（香港）
年齡：17→18歲（女高中生），生日：2月2日（青蛙座），血型：B型，身高：163cm，喜歡的東西：石狩鍋、奶油馬鈴薯、所有遊戲。E罩杯。
太刀川隊隊員，操作員。
於故事開始的三年前入隊，少數從外縣市被招募的隊員。母親是北海道人，老家會送來海鮮等東西，會讓隊伍的大家一起享用。「BORDER」頭號遊戲高手，在電視對戰遊戲中完勝太刀川和出水，用「吃飽、睡足、打電動」這套循環來讚頌人生的遺憾型高中女生，對戰時如果輸得很慘，就會哭著勒住對手脖子。
大規模侵略戰篇，給予前線隊員情報支援。B級排名戰篇，主持評述玉狛第二第六場B級排名戰。

#### A級2位 冬島隊
A級2位，遠征部隊。隊徽是西洋棋盤上的騎士棋子。隊長為特殊工作兵，實際的戰鬥員只有狙擊手，精於特殊戰術、偏好知性戰鬥的少人數精銳部隊。但在冬島的戰術下，會設下各式各樣的陷阱來和攻擊，在戰場一口氣提高狙擊手的機動力，當真以正確無比的射擊來解決敵人。
冬島慎次（Shinji Fuyushima）
配音：置鮎龍太郎（日本）；吳東原〈第32～33集〉→張敦喻〈第71～72集〉（台灣）；周凱榮（香港）
年齡：29歲，生日：1月3日（鑰匙座），血型：B型，身高：184cm，喜歡的東西：遊戲、壽喜燒、樂高積木。
冬島隊隊長，特殊工作兵（陷阱手）。
於故事開始的四年前入隊，當時擔任工程師，後來被操作員真木挖角而轉職為前線戰士。其職位「特殊工作兵」，是讓隊友進行空間跳躍，捕捉敵人三離子兵的陷阱以及干擾人形近界民的陷阱。
黑觸發爭奪戰篇，由於暈船的緣故，因此沒有參與爭奪戰。大規模侵略戰篇，和鬼怒田室長一同設置捕捉敵人三離子兵的陷阱。
遠征艦防衛戰篇，在艦艇放置處的倉庫設下干擾人形近界民的陷阱以及隊友空間跳躍裝置，但敵人沒有踩到任何一個陷阱。
當真勇（Isami Tōma）
配音：岩田光央（日本）；高銘孝（台灣）；吳嘉樂（香港）
舞台劇演員：吉川大貴（第1彈）
年齡：18歲（高中生），生日：7月7日（天劍座），血型：AB型，身高：183cm，喜歡的東西：睡午覺、香蕉、拉麵、貓。
冬島隊隊員，狙擊手。狙擊手第1名，個人綜合第4名。
飛機頭。有著神準的槍法，對自己的狙擊技巧相當有自信，是感覺派狙擊手。於故事開始的兩年前入隊，所不打算組隊整天無所事事的當真，被當時是國中生的真木訓斥「快幹活」，不知怎麼還有點高興，最終還是組隊。
黑觸發爭奪戰篇，因基於狙擊手的自尊，拒絕對有預知未來的迅開槍，轉而與三輪隊一同對付嵐山隊，後抓緊時機將時枝一槍爆頭，依據敏銳的直覺預測嵐山瞬間移動的位置，最後在準備狙擊嵐山時被木虎用以蠍子作為義肢的腳削去頭部而落敗。
大規模侵略戰篇，與奈良坂、古寺一起掩護出水對付海連時，輕鬆穿透繁多密集的三離子動物防禦直接射中海連，侵略戰後被授予二級戰績。
B級排名戰篇，在B級排名戰第七輪前，與空閑、村上、荒船和影浦隊在吃飯時提出「玉狛第二的雨取千佳不是不敢射擊敵人，而是不想射擊敵人。」這句話成為千佳之後有辦法向敵人攻擊的一大關鍵。
真木理佐（Risa Maki）
年齡：17歲（女高中生），生日：3月1日（蜜蜂座），血型：AB型，身高：161cm，喜歡的東西：電影、酸梅乾、收拾整理。
冬島隊隊員，操作員。
性格自負而且強勢，是能力主義者。招募冬島跟當真組成隊伍，是隊伍實際上的支配者，其氣場讓年紀較大的隊長也感到可怕。

#### A級3位 風間隊
以變色龍和強化聽覺的相乘效果發揮其他隊伍絕對模仿不來的戰鬥方式，以及被鑽研透徹的聽覺的連攜攻擊確立了隱形戰的壓倒性優勢，優秀的隱密戰鬥被認同，也擔負和機密事項有關的任務。因為高默契的團隊合作加上菊地原的聽力強化伴隨效應而被冠上「提起隱密作戰就是風間隊」的美名。
風間蒼也（Sōya Kazama）
配音：綠川光（日本）；鄒韋（台灣）；黃尉斯（香港）
舞台劇演員：廣野凌大（第1～4彈）
年齡：21歲（男大學生），生日：9月24日（三日月座），血型：A型，身高：158cm，喜歡的東西：豬排咖哩、牛奶、自我鍛鍊。
風間隊隊長，攻擊手。攻擊手第9名→第2名，個人綜合第3名。使用風刃的候補者之一。
是個行事謹慎有條理的男子，外貌看起來相當年輕，常被人認為是小孩子。於故事開始的四年前入隊，有一名已故哥哥名為進，生前是林藤支部長的徒弟，疑似被近界民所殺(由報仇一詞推測)，自己則並沒想替他報仇，表示以前或是現在只是遵從「BORDER」的指示排除近界民。
黑觸發爭奪戰篇，受城戶司令指示前去奪取遊真的黑觸發，和太刀川一起對付迅，在迅使出風刃打倒菊地原後與歌川一同使用隱密觸發尋找機會，於太刀川被擊敗的瞬間現形，從腳底伸出變形的蠍子限制迅的行動，為太刀川製造了短暫的空檔，可惜因為迅的伴隨效應與風刃的壓倒性力量而落敗。
於修「BORDER」正式入隊那天向其提出了挑戰，在秒殺修24次後告知他迅為了讓三雲隊參加排名戰而放棄黑觸發一事，激起了修的覺悟，最後一戰時被修的機智預測出行動而打成平手，雖然認為修沒有值得迅引薦的資質，卻並不討厭他利用智慧思考的戰鬥方式。對修的評價表面上很嚴厲，但對於他有一定的期待，得知修邀請迅加入時，就說過光是想像迅在修的指揮下行動就覺得很有趣，可見他對於修的指揮和戰術有不錯的評價，木虎藍甚至覺得他太寵愛修。
大規模侵略戰篇，對侵入基地的黑觸發人型近界民的擊破做出重大貢獻，全隊共同擊破拉比特4隻，侵略戰後全隊被授予一級戰績。
遠征艦防衛戰篇，與太刀川、小南、村上一同對付來自伽洛普拉的嘉特林以及拉塔利可夫，之後開啟變色龍和斬斷自己手臂使三離子流失讓拉塔利可夫誤攻，最後將其擊破。
歌川遼（Ryō Utagawa）
配音：三浦祥朗（日本）；吳愷笛（台灣）；陳力航（香港）
舞台劇演員：奥野翼（第1～2彈）
年齡：16歲（男高中生），生日：6月10日（天兔座），血型：A型，身高：173cm，喜歡的東西：狗、烤雞、所有運動。
風間隊隊員，全方位戰士(萬能手)。
於故事開始的兩年前入隊，入隊積分:2950。運動神經相當好，做事卻相當低調的少年。與菊地原是同期，當時與奈良坂和照屋爭奪新人王的稱號，被宇佐美看中其運動神經和人格而招募入隊。
黑觸發爭奪戰篇，與風間一起進行隱密戰鬥尋找擊敗迅的機會，卻在現身襲擊迅時被迅使用風刃攔腰斬斷而落敗。
大規模侵略戰篇，在訓練室中和菊地原擊破艾涅德拉，全隊共同擊破拉比特4隻，侵略戰後全隊被授予一級戰績。
遠征選拔篇中被指定第1隊隊長及志歧為操作員，指名了漆間、空閑和巴。指名標準為機動力高和能應付長期戰。
菊地原士郎（Shirō Kikuchihara）
配音：菅沼久義（日本）；陳余寬（台灣）
舞台劇演員：宮尾颯（第1～2彈）
年齡：16歲（男高中生），生日：12月14日（鯨魚座），血型：O型，身高：164cm，喜歡的東西：夥伴和朋友。
風間隊隊員，攻擊手。
於故事開始的兩年前入隊，與歌川是同期，入隊時沒有師傅帶領，少數憑自身能力升到A級以上的隊員，入隊積分:2800。長髮的少年，其說話方式相當一針見血而且不留情面，因而數次被宇佐美鎖喉攻擊。因伴隨效應而留長髮是他自認為這樣能接收不到不想聽的聲音。具有「聽覺強化」的伴隨效應，其聽力是一般人的5至6倍，且能夠分辨聲音的材質、重量、狀態等等。而且可以共享聽覺予隊友，能較易發現從死角發出來的攻擊。本來他對此伴隨效應不滿，但自從能力被風間看中後而改變想法，可說是引領風間隊成為隱密部隊的功臣之一。
黑觸發爭奪戰篇，向風間建議無視迅而直接前往玉狛支部，結果被迅用風刃一擊削去首級成為第一個落敗者。
大規模侵略戰篇，在訓練室中和歌川擊破艾涅德拉，全隊共同擊破拉比特4隻，侵略戰後全隊被授予一級戰績。
遠征選拔篇，不喜歡南澤海（因為吵）和真木理佐（因為高高在上），曾將此兩人列入「不想一起參加遠征的人」，但在選拔模擬測驗中疑似在總部黑箱操作下和南澤海編在同一組（北添第4隊）。在第一天的A級評價是負4分，是11隊110名隊員唯三負分的人。
三上歌步（Kaho Mikami）
配音：豐嶋真千子（日本）；黃玉奇（台灣）；陳雪瑩（香港）
舞台劇演員：石川凜果（第3彈）
年齡：16歲（女高中生），生日：2月23日（蜜蜂座），血型：A型，身高：152cm，喜歡的東西：豚骨拉麵、大福、漫畫。A罩杯。
風間隊隊員，操作員。
於故事開始的三年前入隊。黑色短髮的少女，在擔任操作員的能力是天才級別。經由宇佐美推薦進入隊裏擔任她的後任。在大規模侵略戰時支援風間隊以及分析敵人的黑觸發能力。主持評述玉狛第二第三場B級排名戰。

#### A級4位 草壁隊
隊長擔任操作員、即使在BORDER內也是獨特的隊伍，年紀輕輕就嶄露頭角的攻擊手綠川為首，和萬能手、槍手、狙擊手的良好平衡的組合，登上A級第4位的位置。讓高統合力的操作員當隊長，湊齊攻擊手、槍手、狙擊手和萬能手，是平衡取得非常好的隊伍。「利用機動力瞄準隊伍守備薄弱之處」為擅長之打法。117話得知該隊伍與片桐隊去外縣市招募能加入BORDER的新隊員。
草壁早紀（Saki Kusakabe）
年齡：15歲。B罩杯。
草壁隊隊長，操作員。
「BORDER」唯一同時擔任隊長兼操作員。和木虎藍同時期入隊，但因打不過木虎而轉當操作員，「木虎被害聯合會」的一員，但組隊後不久就超越嵐山隊，是少數復仇成功的案例。原本為槍手，受諏訪所照顧。後來則被結束和小佐野幫助，因此尊敬他們。現時實力估計比香取隊的若村麓郎更強。
綠川駿（Shun Midorikawa）
配音：森下由樹子（日本）；李昀晴（台灣）；莊斯惠（香港）
舞台劇演員：高橋陸人（第2～3彈）
年齡：14歲（男中學生），生日：10月20日（三日月座），血型：O型，身高：157cm，喜歡的東西：烤肉、排名戰取勝、迅大哥。
草壁隊隊員，攻擊手。目前積分：蠍子9110(漫畫第40話)→蠍子9985(漫畫第93話)→蠍子9721。
於故事開始的一年前入隊，並在入隊的戰鬥訓練中締造4秒的紀錄。曾在差點被近界民吃掉時被迅拯救，並以此為契機而加入BORDER，是迅的超熱情粉絲，平常的戰鬥服是模仿迅的重視風感的運動服和風鏡。擅長使用蚱蜢。因嫉妒被迅邀請加入玉狛支部的修，為了讓他丟臉便向修提出挑戰並召集觀眾觀戰，最後以10比0在眾人面前讓修丟臉。但修對自己的事情很遲鈍，沒有發現他是故意要讓修丟臉，因此遊真代替修向綠川提出挑戰，以8:2痛宰了綠川，後來向修道歉，並熱衷於和遊真較量。
大規模侵略戰篇，和出水、米屋及B級聯隊共同擊退近界民-蘭巴涅因，並對其擊破作出重大貢獻，其後掩護向基地避難的C級隊員，將被害控制為0，侵略戰後被授予一級戰績。
特殊招式『亂反射』
同時使用多個蚱蜢製造出跳躍平台，曾教遊真使用。
佐伯龍司（Ryūji Saeki）
配音：新井良平（日本）
年齡：17歲。
草壁隊隊員，萬能手（全方位戰士）。使用風刃的候補者之一。
里見一馬（Kazuma Satomi）
配音：森久保祥太郎（日本）
年齡：17歲（高中生）。
草壁隊隊員，槍手。槍手第1名。
弓場的徒弟。雖位於槍手的頂點卻不知道自己的排名，為人隨和大方，自稱二宮信徒。對於後輩頗為照顧。跟有天賦的強者比起來，對身經百戰而變強的人(師傅)比較有感觸。於田徑隊接力賽跑時訓練出良好的腳程會和交流能力。
宇野隼人（Hayato Uno）
年齡：17歲。
草壁隊隊員，狙擊手。
初中時練體操，但個子太高而放棄。擁有「精密身體操控」的副作用，能邊跑邊狙擊。不管怎樣也無法模仿佐鳥賢的雙槍狙擊，因此非常尊敬他。

#### A級5位 嵐山隊
以己身為盾來保護市民，另一方面活躍於電視螢幕與宣傳活動，也可說是BORDER代表的部隊。如同象徵5顆小星星集合成大星星的隊徽所示，其團隊合作是出類拔萃的，三名萬能手因應狀況自在地變換角色來應對所有局面。萬能手唯一不能覆蓋的遠距離攻擊由狙擊手‧佐鳥來應對，以此完成沒有死角、貨真價實的萬能部隊。
嵐山准（Jun Arashiyama）
配音：岡本信彦（日本）；陳余寬（台灣）；周凱榮→楊智聰（香港）
舞台劇演員：小南光司（第1～3彈）
年齡：19歲（男大學生），生日：7月29日（企鵝座），血型：O型，身高：179cm，喜歡的東西：弟妹、狗、海產。
嵐山隊隊長，萬能手（全方位戰士）。萬能手第2名。使用風刃的候補者之一。
於故事開始的四年前入隊。父親是上班族，母親是兼職家庭主婦。然後與祖母、弟弟妹妹以及一隻名為Koro的混種柴犬六人一犬住在一起。正義感很強的少年，在與修同所學校內有親弟妹就讀，因為修救助他的弟妹而特別為修的處分求情。此外，跟小南是表兄妹。
黑觸發爭奪戰篇，奉忍田本部長之命前來支援迅，最後擊退了三輪隊的進攻。
大規模侵略戰篇，清掃警戒區內敵人戰力，其後援助小南共同守護西南地區市民，共同擊破拉比特5隻(包含木虎單獨擊破的1隻)，侵略戰後全隊被授予一級戰績。
木虎藍（Ai Kitora）
配音：花澤香菜（日本）；李昀晴（台灣）；羅婉楓（香港）
舞台劇演員：沖育美（第1彈預定）、河内美里（第1～2、4彈）
年齡：15歲（女中學生），生日：6月26日（天劍座），血型：A型，身高：161cm，喜歡的東西：鍛鍊自己、辣的東西。D罩杯。
嵐山隊隊員，萬能手（全方位戰士）。使用風刃的候補者之一。
於故事開始的一年前入隊，並在入隊的戰鬥訓練中締造9秒的紀錄。入隊積分:3600。入隊初期也與修相同，都因三離子量不足而飽受苦頭（本人表示現在自己的三離子量是平均範圍內），起初以槍手一職升上B級，後來才轉成攻擊手並使用蠍子。加入嵐山隊後成為隊上的王牌，大幅提升了隊伍的戰績。
自尊心極強的少女。對不同年齡的人的心理，比自己年紀大的希望得到其認可，跟自己年紀相仿的不想輸給對方，比自己年紀小的希望得到其敬仰。因而對飽受稱讚譽的三雲修懷有競爭心態，所以如果被後輩冷待時內心會受到極大打擊。尊敬的前輩是烏丸，並對他有好感，對於擔任他徒弟的修感到羨慕。
大規模侵略戰篇，清掃警戒區內敵人戰力，其後掩護避難的C級隊員，途中被拉比特捕捉並封於立方體中，其後恢復；單獨擊破拉比特1隻，侵略戰後全隊被授予一級戰績。
遠征艦防衛戰篇，與黑江一同對付幼美操控的愛朵拉，中途黑江使用韋馱天遭受愛朵拉反擊，精神受到打擊時，鼓勵其振作，最後擊敗幼美操控的愛朵拉。
遠征選拔戰篇，被選為古寺第6隊。
時枝充（Mitsuru Tokieda）
配音：粕谷雄太（日本）；張雅婕（台灣）；陳漢祺（香港）
舞台劇演員：勝木湧也（第1彈）
年齡：16歲（男高中生），生日：4月12日（遊隼座），血型：A型，身高：167cm，喜歡的東西：麻糬、橘子、貓。
嵐山隊隊員，萬能手（全方位戰士）。
於故事開始的三年前入隊。特徵是死魚眼和香菇頭的少年，與出水、辻並稱為著名的輔攻手。此外，特別喜歡貓，家裡甚至還養了兩隻，為黑色系的虎紋貓阿瑟和白底色的黑斑貓富尾。
大規模侵略戰篇，清掃警戒區內敵人戰力，其後援助小南共同守護西南地區市民，共同擊破拉比特5隻(包含木虎單獨擊破的1隻)，侵略戰後全隊被授予一級戰績。
佐鳥賢（Ken Satori）
配音：根本幸多（日本）；吳東原〈第14～38集〉→張敦喻〈第55～73集〉（台灣）；黃尉斯（香港）
舞台劇演員：山内涼平（第1、3彈）
年齡：16歲（男高中生），生日：7月1日（天劍座），血型：O型，身高：171cm，喜歡的東西：平等地喜歡著所有類型的女孩子、漢堡。
嵐山隊隊員，狙擊手。
於作品開始的三年前入隊。雖然不是東先生的徒弟，但經常被他請吃飯。戰鬥時會使用著兩把白鷺進行狙擊，口頭禪是「有沒有看到我的雙槍狙擊！」，但老是被其他人無視，是為了帥氣和火力兼得而自己苦練的絕招，但除他之外整個BORDER都沒人會學他。因為佐鳥以前玩的遊戲裡有一個叫做「twin炮」的武器，受它的影響而為自己的雙槍狙擊起名為Twin狙擊。似乎非常尊敬原隊員柿崎，在他離隊時更哭出來。
大規模侵略戰篇，清掃警戒區內敵人戰力，其後援助小南共同守護西南地區市民，共同擊破拉比特5隻(包含木虎單獨擊破的1隻)，侵略戰後全隊被授予一級戰績。
綾辻遙（Haruka Ayatsuji）
配音：三上枝織（日本）；張雅婕（台灣）；陳雪瑩（香港）
舞台劇演員：齋藤明里（第3彈）
年齡：16歲（女高中生），生日：5月4日（天貓座），血型：A型，身高：163cm，喜歡的東西：讀書、軟糖、耍頹廢。C罩杯。
嵐山隊隊員，操作員。
於故事開始的三年前入隊。很會照顧人且溫柔的大姐姐，在BORDER內外皆擁有大批的男性粉絲。身為操作員的整理、操作能力相當厲害。主持評述玉狛第二第四場B級排名戰。

#### A級6位 加古隊
A級唯一全由女生組成的A級部隊，其華麗的戰鬥方式將美麗的風氣吹入戰場，充分活用A級部隊的特別待遇「觸發器改造」，每日持續鍛鍊編入試作、改造觸發器的戰略。隊徽為蝴蝶，在其翅膀的右下方畫有K字，這是因為該隊所有隊員的名字姓氏開頭都是K。117話得知該隊伍正在進行防衛任務故沒有參加會議。
加古望（Nozomi Kako）
配音：渡邊美佐（日本）；邱佩轝（台灣）；馮詠恩（香港）
年齡：20歲（女大學生），生日：12月25日（鑰匙座），血型：B型，身高：173cm，喜歡的東西：兜風、蘋果、炒炒飯、有才能的人。
加古隊隊長，射手。射手第3名。使用風刃的候補者。
於故事開始的三年前入隊。以前曾是由東率領的A級1位成員，原隊友為二宮和三輪。留著直長髮，用模特兒台步走在自己路上的性感痣女大學生。在平凡家庭被平凡父母養大，卻像是突變般的具有貴婦氣質的自由人。從6歲開始練起的興趣、炒飯，已經讓不少跟她同年齡的犧牲者壯烈成仁。起因是敵不過自己的好奇心而分別慘遭「薄荷巧克力炒飯」和「蜂蜜喜相逢炒飯」的毒手。太刀川則是死在「鮭魚子卡士達炒飯」。炒飯成功的機率十次中有八次是極品超好吃炒飯(雙葉因之前有在深山鍛鍊而有抗性，二宮則因不想死而沒挑戰)。
大規模侵略戰篇，與雙葉一同出場解決三離子兵並做善後，並表示自己因為睡過頭而未能參戰。是個「K字」喜好者，只要看到名字首字帶K的有實力的苗子就會忍不住想挖角對方，在她聽聞二宮講述玉狛第二想參加這次的遠征後，她便更積極的想招攬空閒遊真加入自己的隊伍。
黑江雙葉（Futaba Kuroe）
配音：尤加奈（日本）；張雅婕（台灣）；梁善婷（香港）
年齡：13歲（女中學生），生日：11月30日（天鯨座），血型：B型，身高：141cm，喜歡的東西：白玉蜜豆冰、橘子、打贏排名戰。
加古隊隊員，攻擊手。
於作品開始的一年前入隊，並在入隊的戰鬥訓練中締造11秒的紀錄。特徵是綁雙馬尾的少女。看起來跟千佳同年，其實比她小一歲，是最年幼的A級隊員。不知為何對木虎抱持著冷淡態度。使用預先設定突進軌道的高速斬擊觸發「韋馱天」。從小學開始都跟綠川一起就讀深山的分校，過著捕溪魚、吃野菇的生活，但進入市內的中學後，短短數個月內變進化為頂天立地的地方都市少女。或許是因為出身山上，飽受鍛鍊，吃了加古的問題炒飯也不會死。
大規模侵略戰篇，與加古一同出場解決三離子兵並做善後。
B級排名戰篇，中與米屋和古寺觀看玉狛第二VS.諏訪隊VS.荒船隊的比賽。似乎不太擅長戰略思考，在看到玉狛第二勝出後只認為他們是靠著空閒遊真的強大實力而戰術才奏效，但在經過古寺章平的講解後而想通理由並向他道謝。遠征艦防衛戰篇，與木虎一同對付幼美操控的愛朵拉，中途使用韋馱天遭受愛朵拉反擊，精神遭受打擊，之後被木虎鼓勵而振作，最後擊敗幼美操控的愛朵拉。
喜多川真衣（Mai Kitagawa）
年齡：17歲（女高中生），生日：2月28日（蒼蠅座），血型：B型，身高：155cm，喜歡的東西：湯豆腐、暖爐桌、畫圖。
加古隊隊員，特殊工作兵。
面孔較圓，兩邊頭髮豎高而像貓耳朵。遠征選拔戰篇，在遠征模擬戰鬥測試中作為評分者登場，能客觀地指正加古對古寺的錯誤理解，並指出古寺不安是在為隊員著想，幫其加分。
小早川杏（An Kobayakawa）
年齡：16歲（女高中生），1月10日（鑰匙座），血型：AB型，身高：157cm，喜歡的東西：貓眼葡萄、磯邊炸、讀書、狗。
加古隊隊員，操作員。

#### A級7位 三輪隊
兩個優秀的狙擊手支援長於短兵相接的萬能手和攻擊手的A級部隊，擅長逮捕和奇襲, 鑽研為了消滅近界民的多樣化戰術，三輪和米屋靠巧妙的位置取得以轉進對手的死角, 近距離或中距離都能從絕妙的距離加以攻擊，且目標想要逃走的話, 狙擊班的奈良坂和古寺的射擊會貫穿其身，長於近接戰和狙擊戰的部隊，狙擊手們和兩名前鋒的連攜發揮作用, 在遠距離戰也是BORDER頂尖水準。
三輪秀次（Shūji Miwa）
配音：森田成一（日本）；吳東原〈第2～48集〉→張敦喻〈第53～72集〉（台灣）；陳漢祺（香港）
舞台劇演員：櫻井圭登（第1～2彈）
年齡：17歲（男高中生），生日：10月2日（三日月座），血型：A型，身高：174cm，喜歡的東西：姊姊、驅除近界民。
三輪隊隊長，近距離全方位戰士(萬能手)。萬能手第3名。
性格相當正經的少年，因而不擅長應付迅和太刀川類型的人。是使用風刃的候補者之一。戰鬥方式主要使用手槍並發射鉛彈加以限制對手的行動，還能將盾以小行星的形式分裂成數塊並搭配弧月戰鬥。
於故事開始的四年前入隊。以前曾是由東率領的A級1位成員，原隊友為二宮和加古。過去姊姊被近界民所殺害，因此相當痛恨近界民，認為所有的近界民都是敵人，並以此為契機而加入BORDER。因懷疑修有接觸近界民的嫌疑，得到城戶司令的允許監視三雲的行動，查明遊真的近界民身份後想殺了他，卻遭到遊真的黑觸發反擊而戰敗。後來，在遊真的黑觸發爭奪戰失敗時，從嵐山那裡得知迅有著類似自己的境遇卻不會對近界民有偏見一事，價值觀受到動搖而陷入苦惱。
於大規模侵略戰中救了被海連盯上的修，在被修請求保護千佳時，看到了以前無力的自己後，向修踢了一腳並告訴他別總求著他人因而讓修振作起來，最後憑藉得到的黑觸發「風刃」給予海連奇襲，將敵人逼至撤退，擊破拉比特1隻；侵略戰後被授予特級戰績。大規模侵略戰後對迅的態度較為軟化。
遠征艦防衛戰篇，更是在月見蓮的計策下與迅展開合作(假意用問話套科斯凱洛有關第一次近界民侵略的情報，實則替迅爭取用風刃瞄準的時機)，最後與米屋和迅一同擊敗科斯凱洛。
米屋陽介（Yōsuke Yoneya）
配音：岸尾大輔（日本）；陳余寬（台灣）；朱崇德（香港）
舞台劇演員：鐘ヶ江洸（第1～2彈）
年齡：17歲（男高中生），生日：11月29日（鯨魚座），血型：B型，身高：175cm，喜歡的東西：飲料（吃完咖哩或拉麵後的涼水）、戰鬥、狗。
三輪隊隊員，攻擊手。目前積分：弧月(槍) 9443(漫畫第 40 話)→弧月(槍) 9825(漫畫第 93 話)。
於故事開始的兩年前入隊，在入隊時沒有師傅帶領，少數憑自身能力升到A級以上的隊員。性格開朗且好戰的少年，其實與近界民無怨無仇，因此不像其他隊員對近界民持有恨意。把髮夾摘下來後視線會變差，但帥氣度會上升。和宇佐美是表姐弟。被出水稱為「槍笨蛋」。主要使用弧月(槍型態)進行戰鬥，此觸發是特別找首席工程師共同開發出來的，因在狹窄的場所會很難伸展，而拜託工程師進行改造。
大規模侵略戰篇，和出水、綠川及B級聯隊共同擊退近界民-蘭巴涅因，並對其擊破作出重大貢獻，其後掩護向基地避難的C級隊員，將被害控制為0，侵略戰後被授予一級戰績。
遠征艦防衛戰篇，與米屋和迅一同對付科斯凱洛，中途多次被科斯凱洛的觸發-「黑壁」攻擊到，最後迅前來支援一同擊敗科斯凱洛。
奈良坂透（Tōru Narasaka）
配音：織田優成（日本）；鄒韋（台灣）；伍博民（香港）
舞台劇演員：結城伽寿也（第1～2彈）
年齡：17歲（男高中生），生日：9月14日（天狼座），血型：AB型，身高：177cm，喜歡的東西：巧克力餅、茶。
三輪隊隊員，狙擊手。狙擊手第2名。
是個行事作風認真的少年，即使失手了也不會動搖，而會想設法削弱敵人戰力，也正因如此與狙擊手排名第一的當真勇性格、行事作風與其不合。家曾被近界民毀掉，因此相當痛恨近界民，並以此為契機而加入BORDER。於故事開始的兩年前入隊，當時與歌川和照屋爭奪新人王的稱號。以前是東的徒弟，現在是古寺和茜的師傅。其徒弟有古寺、茜等人，茜為受那須所拜託而收她為徒，和那須是表姊弟關係。
大規模侵略戰篇，與當真、古寺一起掩護出水對付海連時，輕鬆穿透繁多密集的三離子動物防禦直接射中海連，侵略戰後被授予二級戰績。
古寺章平（Shōhei Kodera）
配音：高戶靖廣（日本）；吳愷笛（台灣）；楊智聰→未知(第40集後)（香港）
舞台劇演員：佐藤志有（第1～2彈）
年齡：16歲（男高中生），生日：11月10日（時鐘座），血型：A型，身高：167cm，喜歡的東西：咖啡、資料收集與分析。
三輪隊隊員，狙擊手。
於故事開始的兩年前入隊。是月見的徒弟(佔一半比例)，戰術主要是自學和月見小姐指導各佔一半。也是太刀川的師弟。是個容易因為意料之外的事而慌張的少年。家曾被近界民毀掉，因此相當痛恨近界民，並以此為契機而加入BORDER。對宇佐美抱有好感。
大規模侵略戰篇，與當真、奈良坂一起掩護出水對付海連，侵略戰後被授予二級戰績。在遠征環境訓練的課題寫作時提到自己想獨當一面成為BORDER的幹部或是隊長。
遠征選拔篇中被指定第6隊隊長及六田為操作員，指名了奧寺、三浦和木虎，指名標準為機動力和協調性，第一天個人課題成績就達到415分，合計取得515分，是唯一取得超過500分的人，第二名則是同隊的木虎（497分）。
月見蓮（Ren Tsukimi）
配音：一木千洋（日本）；李昀晴（台灣）
年齡：19歲（女大學生），生日：7月25日（企鵝座），血型：AB型，身高：165cm，喜歡的東西：和菓子、游泳、煙火。C罩杯。
三輪隊隊員，操作員。
性格成熟的大姐姐，是東的徒弟之一，與太刀川是青梅竹馬也是他和古寺的戰術師傅(佔一半比例)。於故事開始的四年前入隊。

#### A級8位 片桐隊
隊徽為六角型雪花。於117話提到該隊伍和草壁隊去外縣市去招募BORDER新隊員，166話提到已從外縣市回歸。該隊隊員名字與原型皆出自作者另一短篇作品〈ROOM303〉。
片桐隆明（Takaaki Katagiri）
配音：金本涼輔（日本）；陳余寬（台灣）
年齡：17歲。
片桐隊隊長，槍手。槍手第3名。風刃的候補者。
戴眼鏡的男性。與雪丸、結束以前曾是由東率領的東隊第二班成員。在學校與結束和辻是同班同學。
一條雪丸（Yukimaru Ichijō）
年齡：16歲。
片桐隊隊員，攻擊手。風刃的候補者。
與片桐、結束以前曾是由東率領的東隊第二班成員。
桃園藤一郎（Tōichirō Momozono）
年齡：17歲。
片桐隊隊員，狙擊手。
尼蒼亞澄（Asumi Amakura）
年齡：16歲。
片桐隊隊員，觀測手。
結束夏凛（Karin Yuitsuka）
配音：鎌田梢（日本）；黃玉奇（台灣）
片桐隊隊員，操作員。
與片桐、雪丸以前曾是由東率領的東隊第二班成員。性格一本正經而被犬飼澄晴戲弄。在學校與片桐和辻是同班同學，是個為了不讓不擅長與女生相處的辻手足無措而注意言行、懂事理的人。因著重數據，連在場選手的個人排名分也記得一清二楚，而被犬飼稱為「數據控」，認為空閑和休斯的實力比自己隊員更強。B級排名戰篇，負責主持評述玉狛第二的第七場排名戰。

### B級隊員
目前總計21支部隊，約100多人。以下為B級排名戰賽季結束後的排名（漫畫第197話）。

#### B級1位 二宮隊
A級第4位（過去） ⇒ B級第1位（初登場 ⇒ 賽季結束後）。隊伍曾被選入遠征部隊，因「前隊員鳩原竊取觸發並將觸發轉交給民間人士(協力者)後，與三名協力者一同偷渡到近界」一事而降級到B級。據村上所述，與「影浦隊」並稱無可撼動的B級前二位。隊徽是白底上的血滴皇冠，象徵「與生俱來的素質」之「王」。隊服是外套，馬甲和西裝褲組合而成的西服。衣領不是現在一般的商業西裝使用的缺口翻領，而是尖角翻領(作為現在禮服前身的男子大禮服的衣領)，黑色的平底細帶(細身的領帶)，各處都盡顯獨特之處。隊徽是在領帶前段的刺繡。隊員都不繫外套的釦子，還有犬飼不穿馬甲。武器性觸發使用者的腰間會圍著類似武器套腰帶的東西。
- 第四場比賽：對手為玉狛第二(三雲隊)、影浦隊及東隊，地圖為市街地區B，天氣為下雪，二宮取得3分(北添、繪馬、空閑)，犬飼及辻陣亡，因複數部隊存活所以不計生存分，總比分為3:1:2:2，獲勝，維持第1位。
- 第六場比賽：對手為影浦隊、東隊及鈴鳴第一（來馬隊），地圖、天氣不明，因複數部隊存活所以不計生存分，總比分為3:3:2:2，和影浦隊平手，維持第1位。
- 第八場比賽：對手為玉狛第二(三雲隊)、生駒隊及弓場隊，地圖為市街地區B，二宮取得1分(弓場)，犬飼取得1分(雨取)，辻取得1分(隱岐)，二宮及辻陣亡，犬飼自行緊急脫離，總比分3:6:2:2，落敗，維持第1位。

二宮匡貴（Masataka Ninomiya）
配音：諏訪部順一（日本）；鄒韋（台灣）；伍博民（香港）
舞台劇演員：小野健斗（第3彈）
年齡：20歳（男大學生），生日：10月27日（時鐘座），血型：A型，身高：184cm，喜歡的東西：燒肉、薑汁汽水、有才能的人。
二宮隊隊長，射手，射手第1名，個人綜合第2名。
根據里見一馬給出的資訊，能力值分布為三離子量14、攻擊12、防禦援護7、機動6、技術8、射程6、指揮7、特殊戰術2。
於故事開始的三年前入隊，以前曾是由東率領的A級1位成員，原隊友為加古和三輪。從入隊時起就以擁有BORDER內最高三離子能力為傲，在全「BORDER」排名第2名（千佳加入後）。但由於忍田的計劃，和加古、三輪一起被塞進東隊。靠著強大三離子力升到射手第一，但對於彈道的細緻操作的技術相對較不強，曾因這點技術向BORDER的頂級射手出水拜師求學。已知的戰鬥風格是將兩手插在口袋裡，將小行星六分成四角錐型的三離子來使用，與出水、那須等人使用的正立方體三離子截然不同。
散發著端正氛圍讓人感到高壓的青年，但是擁有與此相符的實力。說話方式相當諷刺他人，對自身實力相當注重，自認具備實力與策略的人才是強者。為了不要有角色扮演感而把隊服設定成黑西裝，結果反而是全BORDER最具有角色扮演感的隊服，可看出有點天然呆。被修認為內在很可能會感情用事。在麟兒出發前往近界後一天和其他隊員出現在他家門外調查，從遠處看到了正要趕往麟兒家的修，因前隊員鳩原失蹤一事而曾找過修及千佳談話。
B級排名戰篇，與出水一同觀賞玉狛第二的第三場比賽，在比賽結束後評論玉狛第二的明顯缺點，除遊真外，認為修是個粗通戰術的小角色，而千佳是個除了不懂調節力量的拆遷隊外，還害怕朝人開槍。在接下來的B級排名戰第四場面對玉狛第二時勝出。第八場比賽中再次面對玉狛第二，比賽途中指著修的實力仍不足以威脅自己的隊伍，但被遊真的伴隨效應看破，最終被修與遊真配合以偽裝成普通彈(小行星)的追蹤彈(獵犬)給打敗。B級排名戰生存率非常高，僅次於東春秋，在最後一場比賽前，唯二被擊殺的戰況是在第二場被生駒以穿牆旋空弧月擊殺，以及第六場與影浦同歸於盡。
遠征選拔篇中被指定第8隊隊長及加賀美為為操作員，指名了東、雨取和繪馬作隊員，表面解釋是配合加賀美所屬隊伍中擁有三名狙擊手的特性，實際上是被繪馬的眼神攻勢而作出選擇。
課題寫作時提到自己想獨當一面成為「BORDER」的幹部。非常不喜歡太刀川，原因不明；在遠征模擬戰鬥測試時，駁回同隊的加賀美倫提出輔助戰鬥員選擇太刀川的建議。
犬飼澄晴（Sumiharu Inukai）
配音：田中健大（日本）；陳余寬（台灣）；甄思羽（香港）
年齡：18歲（男高中生），生日：5月1日（天貓座），血型：AB型，身高：176cm，喜歡的東西：飛機、熱狗、葡萄。
二宮隊隊員，槍手。目前積分：通常彈 8422、追尾彈 7009(漫畫第112話)。
於故事開始的兩年前入隊。蓬蓬鬆鬆的淡色頭髮的少年，二宮隊中唯一不穿馬甲的隊員。個性略為輕浮，還有著像小孩般愛玩的性格。然而在戰鬥中十分冷靜，就算對待女生也豪不手軟，絲毫不偏頗的男子。屬於大師級槍手，左手為慣用手，但雙手皆可持槍射擊。與雙葉略為親近，甚至會摸她的頭，或是玩她的頭髮。因被兩個姐姐鍛鍊出來的溝通力，讓他與任何人都能一下子就混熟。被同年紀的影浦單方面討厭但本人並不怎麼放在心上，心胸很寬大。
B級排名戰篇，與三雲隊、影浦隊、東隊的級別戰中，後來鎖定並且追擊修中，出乎意料外的冷靜，一直維持著中距離射擊，慢慢等待修的護盾被擊破，判斷情勢部分也是很得體，因為太深入追擊千佳，最後被影浦和讓兩人夾擊而退出戰場，脫離前說出「大家對女生是不是太好」一言。最終級別戰中，在辻和二宮遭到三雲隊擊殺後，誇獎了雨取並冷靜地擊殺雨取得分，在確定保住B級第一位後自行緊急脫離。
遠征選拔篇被分在柿崎第3隊，因應組員影浦伴隨效應，和他說話時直話直說，避免給予他的感情和表露出來的不同，據他自己所說是和影浦關係有史以來最好的時間。
課題寫作時提到自己想獨當一面成為「BORDER」的幹部或是隊長。
辻新之助（Shinnosuke Tsuji）
配音：内匠靖明（日本）；張敦喻（台灣）；吳嘉樂（香港）
年齡：17歲（男高中生），生日：8月16日（企鵝座），血型：B型。身高：178cm，喜歡的東西：恐龍、奶油泡芙、奶油銅鑼燒。
二宮隊隊員，攻擊手。目前積分：弧月8232(漫畫第112話)→弧月8393(漫畫第159話)。
於故事開始的三年前入隊。用非對稱的黑髮稍微遮住眼睛的少年，性格相當冷靜。是個帥哥，但是對女性沒有抵抗力，光對視就是極限，和隊友以外的女性連講話都有困難，只能和鳩原、冰見正常溝通。因此對上加古隊跟那須隊什麼都做不了而敗陣下來。和宇佐美栞上同一學校，對她「防備非常森嚴」才不被玩弄。和片桐、結束是同班同學。掩護能力相當高，頗受好評。與出水和時枝充並稱為著名的輔攻手。
B級排名戰篇，在新一度BORDER入隊當天，來到個人戰會場，在摸不著頭緒的情況下被小荒井硬拉去和休斯一戰，以5:2的戰績落敗，戰後評斷其刀法與其他人不同，應是實際練過劍術的人。在B級排名戰第八場被千佳主動射殺，是千佳首位主動射擊直接得分的受害者。
遠征選拔篇被分在王子第2隊，因隊員有仁禮及帶島兩位女性同隊而感到難受。
冰見亞季（Aki Hiyami）
配音：上田瞳（日本）；黃玉奇（台灣）
年齡：17歲（高中生），生日：1月25日（青蛙座），血型：B型，身高：155cm，喜歡的東西：糖醋排骨、優格、泡澡。
二宮隊隊員，操作員。
於故事開始的兩年前入隊。髮色較淺齊瀏海的娃娃頭少女，被辻稱為「小冰小姐」。唯二能和辻正常溝通的女性，但和鳩原不同，一開始並不能讓辻正常對話，後來才成功。
遠征選拔篇被分在村上第10隊，察覺隊員全是協調性高的隊友會導致隊伍過於互相遷就的弱點，但沒有說出來。

#### B級2位 玉狛第二（三雲隊）
B級第21位（升上B級） ⇒ B級第2位（賽季結束後）。在大規模侵略戰後組成，目標為升上A級並參加遠征部隊。在第一場比賽中大勝，因而被其他隊重視。目前戰績如下：
- 第一場比賽：對手為吉里隊及間宮隊，地圖為市街地區A，三雲因傷缺陣，空閑獨取6分，全員生還，獲得生存點2分，總比分為8:0:0，獲勝(完勝比賽)，升上第12位，晉升至B級中位。
- 第二場比賽：對手為諏訪隊及荒船隊，地圖為市街地區C，空閑取得3分(堤+荒船+笹森)，三雲取得1分(諏訪)，雨取陣亡，獲得生存點2分，總比分為6:2:1，獲勝，升上第8位。
- 第三場比賽：對手為那須隊及鈴鳴第一(來馬隊)，地圖為河岸地帶A，天氣為暴風雨，空閑取得2分(日浦+村上)，三雲陣亡，獲得生存點2分，總比分為4:3:2，獲勝，升上第6位，晉升至B級上位。
- 第四場比賽：對手為二宮隊、影浦隊及東隊，地圖為市街地區B，天氣為下雪，空閑取得1分(小荒井)，三雲及空閑陣亡，雨取自行緊急脫離，總比分為1:3:2:2，落敗，跌至第8位，下降至B級中位。
- 第五場比賽：對手為香取隊及柿崎隊，地圖為工業地區，空閑取得3分(巴+柿崎+香取)，三雲取得2分(若村+三浦)，三雲及雨取陣亡，獲得生存點2分，總比分為7:1:1，獲勝，升上第4位，晉升至B級上位。
- 第六場比賽：對手為生駒隊及王子隊，地圖為市街地區A，動畫顯示天氣為陰天，空閑取得3分(藏內+王子+隱岐)，三雲取得1分(樫尾)，三雲及空閑陣亡，雨取自行緊急脫離，總比分為4:3:3，獲勝，首度在隊伍無人生還的情況下取勝，維持在第4位。
- 第七場比賽：對手為影浦隊、東隊及鈴鳴第一(來馬隊)，地圖為市街地區D，時間為夜晚，空閑取得1分(北添)，休斯取得2分(別役+村上)，雨取取得1分(奧寺)，三雲及休斯陣亡，獲得生存點2分，總比分6:2:2:1，獲勝，升上第3位。
- 第八場比賽：對手為二宮隊、生駒隊及弓場隊，地圖為市街地區B，空閑取得2分(帶島+二宮)，休斯取得1分(生駒)，雨取取得1分(辻)，雨取及休斯陣亡，獲得生存點2分，總比分6:3:2:2，獲勝，升上第2位。

三雲修
玉狛第二隊長，射手，使用光魂、小行星、蜘蛛(鋼索)。
詳見『三雲修』
空閑遊真
玉狛第二隊員兼第一王牌，攻擊手，使用蠍子、蚱蜢。
詳見『空閑遊真』
雨取千佳
玉狛第二隊員，狙擊手，使用朱䴉、閃電，使用彈種小行星、鉛彈、美特拉、獵犬。
詳見『雨取千佳』
休斯
玉狛第二隊員兼第二王牌，萬能手（全方位戰士），使用弧月、毒蛇、護城盾。
詳見『休斯』
宇佐美栞
玉狛第二隊員，操作員。
詳見『宇佐美栞』

#### B級3位 影浦隊
A級第6位（過去） ⇒ B級第2位（初登場） ⇒ B級第3位（賽季結束後）。和「二宮隊」一樣是從A級降級的隊伍，因此也有保留隊徽，該隊伍曾上升到A級第6。隊長影浦因違反隊務規定被扣10000分，且因給根付一記上勾拳而被降到B級。據村上所述，與「二宮隊」並稱無可撼動的B級前二位。隊徽是黑底上的獸牙。屬於平衡型的三人編隊，但戰術偏向攻擊。
- 第四場比賽：對手為二宮隊、東隊、玉狛第二(三雲隊)，地圖為市街地區B，天氣為下雪，影浦取得2分(奧寺+犬飼)，北添和繪馬陣亡，因複數部隊存活所以不計生存分，總比分為2-3-2-1收場，落敗，維持第2位。
- 第六場比賽：對手為二宮隊、東隊及鈴鳴第一（來馬隊），地圖、天氣不明，因複數部隊存活所以不計生存分，總比分為3:3:2:2，和二宮隊平手，維持第2位。
- 第七場比賽：對手為鈴鳴第一(來馬隊)、東隊、玉狛第二(三雲隊)，地圖為市街地區D，時間為夜晚，繪馬取得2分(來馬+三雲)，全員陣亡，總比分2:1:2:6，落敗，維持第2位。
- 第八場比賽：對手為東隊、王子隊，地圖為展覽館，時間、天氣未知，只知影浦擊殺奥寺以及影浦被東擊殺，其餘詳細不明，總比分3-4-3，落敗，下降至第3位。

影浦雅人（Masato Kageura）
配音：杉田智和（日本）；鄒韋（台灣）；鄺家進(DS)（香港）
舞台劇演員：川隅美慎（第3彈）
年齡：18歳（男高中生），生日：6月4日（天兔座），血型：B型，身高：177cm，喜歡的東西：壽司、烤雞肉串、漫畫、在作戰室懶散度過。
影浦隊隊長，攻擊手。目前積分：蠍子4780（違反隊務規定-10000）(漫畫第112話)。
於故事開始的三年前入隊。有著一頭黑色豎立亂髮、眼睛如蛇般銳利、牙齒如鯊魚般尖銳的少年，有著與外觀相符的粗暴攻擊性性格的問題兒童，本質很單純表裡如一。戴口罩的原因是要遮住自己的鯊魚牙。除此之外，雖然只有安慰效果，他企圖通過減少皮膚的暴露面積抑制自己伴隨效應的發動。大阪燒店次男。與村上和荒船是好友，且會互稱對方名字，荒船和鋼會用「影」來稱呼他。和村上是學校同班同學，荒船則是店裡的常客。
具有「情緒感應體質」的伴隨效應，別人針對他的意識或情緒，會讓他的肌膚產生刺痛感，恐懼、信賴、憎恨、感謝、輕蔑、尊敬、期待、擔心等，刺痛的方式各不相同，越是負面情緒越會讓他難受。實際上無法明白對手的想法，而被影浦本人貶低為垃圾、不方便的能力，因此偷襲和狙擊對影浦沒有用。戰鬥方式是為影浦自身首創的「螳螂」，是將兩隻蠍子連起來用的強大招數。因用伴隨效應感應到兩名C級隊員兩次在背後說自己壞話而將蠍子當作鞭子般，將其伸長後快速砍掉他們的頭以示懲戒，會有對看到自己而害怕的C級隊員做出好像要攻擊的樣子嚇唬他們這樣惡作劇的一面。
B級排名戰篇，在得知遊真打倒過荒船和村上後而對遊真興趣大增，不久反問遊真的目標為何是A級，遊真便試探性地回復後，影浦離去前表示自己隊伍對遠征毫無興趣，但也不打算放那些比他們弱小的傢伙上去，最後向遊真說道想升上A級就得先贏過他們。村上曾說遊真很適合跟他做朋友，因為兩人氣場相似，而交戰過後確實相當中意遊真，表示因為一般人在準備攻擊前，攻擊的感情就會先被伴隨效應感應到，只有遊真和東有辦法做到先消除感情再攻擊，所以和他對戰很有意思。討厭犬飼，因伴隨效應顯示出犬飼給予自身的感情和表露出來的並不一致。
遠征選拔戰篇中被分在柿崎第3隊，因和犬飼同隊而感到頭痛。
特殊招式『螳螂』
影浦首創的招式，是將兩支蠍子連起來用的強大招式。正因如此，攻擊的射程和普通蠍子相比會大幅增加。
北添尋（Hiro Kitazoe）
配音：武虎（日本）；吳愷笛（台灣）；陳力航（香港）
年齡：18歲（男高中生），生日：4月15日（遊隼座），血型：O型，身高：189cm，喜歡的東西：草莓、春捲、蓋飯、麻將。
影浦隊隊員，槍手。所屬自由派。目前積分：9728(漫畫第 168 話)
於故事開始的三年前入隊。健壯的短髮青年，不看伴隨效應，其肉身戰鬥力與憐士齊居前兩名。曾經與影浦單挑8次，最後他們才認同彼此的實力。性格相當感性，在看到隊長影浦久違的觀看錄像後流淚，與外表截然相反，感覺有他在氣氛就會很治愈。暱稱是「阿添(先生)」，自己也管自己叫「阿添先生」。在以擔任輔助定位居多的槍手裡，是能夠憑火力獨立得分的優秀重型槍手，嵐山准認為他僅有「目標大」和「速度慢」兩個缺點。
遠征選拔戰篇中被指定第4隊隊長及染井華為為操作員，指名了菊地、外岡和南澤。指名標準為想選擇都是16歲的選手，就不會彼此顧慮。
特殊招式『隨意炸裂彈』
雙手持榴彈發射器的槍型觸發，靠著雷達的情況下放射出數發炸裂彈。名字取自犬飼。
繪馬讓（Yuzuru Ema）
配音：三瓶由布子（日本）；張雅婕（台灣）；陳漢祺（香港）
舞台劇演員：百瀬朔（第3～4彈）
年齡：14歳（男中學生），生日：12月9日（鯨魚座），血型：O型，身高：156cm，喜歡的東西：咖哩、奶油濃湯、隊友、師傅。
影浦隊隊員，狙擊手。
於故事開始的一年前入隊。髮型擋住眼睛的少年。曾是鳩原的徒弟，相當崇拜鳩原，只承認她是自己的師傅，現在則接受當真的指導，本人則否定是師徒關係。有不拘一格的自由才能，也是感覺派狙擊手，甚至在狙擊訓練中會將靶打成星星狀，雖然訓練時常偷懶，卻擁有中學生組破格頂尖的個人成績。對千佳抱有好感，加上不想她走上與鳩原相同的路而教導千佳閃電鉛彈的戰法。
B級排名戰篇，對千佳非常坦護，甚至為了讓她參加遠征隊，一度考慮在第七場比賽中故意落敗。但被遊真說服，在比賽全力出戰，並擊殺三雲，在當時成功保住B級第二位。
遠征選拔戰篇，用眼神攻勢讓二宮選擇他為隊友，因此能夠和千佳同一隊。
仁禮光（Hikari Nire）
配音：小堀友里繪（日本）；張雅婕（台灣）；陳雪瑩（香港）
年齡：17歲（女高中生），生日：7月27日（企鵝座），血型：AB型，身高：159cm，喜歡的東西：漫畫、動物、購物、賴在地上滾來滾去。
影浦隊隊員，操作員。
於故事開始的兩年前入隊。頭髮一側綁起來的少女，有著對年長的北添直呼其名和說話沒大沒小的毒舌性格，能對他見死不救的強勢型軍師。成績吊車尾的爛但擔任操作員的能力卻頗高，隊員也常仰賴其支援能力，因此口頭禪是「你(們)沒有我就什麼都不行了」。
遠征選拔戰篇被分在王子第2隊。

#### B級4位 生駒隊
級別戰排名：第3位（初登場） ⇒ 第4位（賽季結束後）。B級上位群唯一一支四名戰鬥員的隊伍，善於有效活用四人部隊進行多角攻擊的隊伍。隊伍全員為關西人，是少數從外縣市被招募的隊員。和其他隊伍不同，生駒隊全員在賽前準備時都只會聊些不著邊際的閒話，幾乎不會討論戰術。
- 第六場比賽：對手為玉狛第二(三雲隊)、王子隊，地圖為市街地區A，天氣為晴天，生駒取得1分(空閑)，水上、隱岐和南澤陣亡，生駒生還，獲得生存點2分，總比分為3-4-3收場，落敗，目前積分：30分，維持第三位。
- 第八場比賽：對手為玉狛第二(三雲隊)、二宮隊，弓場隊，地圖為市街地區B，天氣未知，南澤取得1分(休斯)，隱岐取得1分(外岡)，全員陣亡，總比分為2-6-3-2收場，落敗，維持第四位。

生駒達人（Tatsuhito Ikoma）
配音：小西克幸（日本）
年齡：19歲（男大學生），生日：4月29日（貓座），血型：B型，身高：173cm，喜歡的東西：女孩子、餐廳的新菜色、足球、茄子咖哩。
生駒隊隊長，攻擊手，攻擊手第6名。目前積分：弧月 11177(漫畫第 159 話)。使用風刃的候補者之一。BORDER頂尖的旋空弧月使用者。BORDER僅有的七位分數過萬的攻擊手之一。
戰鬥時會戴上護目鏡。似乎很愛耍帥，在三雲等人觀看錄像時，發現每當他擊破對手時就會對準鏡頭看，此行徑被他們心裡吐槽說為何老往這裡看，最後一場賽事前甚至疑似突破第四面牆與讀者對話。雖然臉很正經卻意外的喜愛女生，被孝二說只要是女的他都喜歡。料理技術一流，技術一流的原因是曾經詢問過迅和柿崎如何吸引女生，迅回答只要會料理就好。
B級排名戰篇，第六輪中使出『生駒旋空』，將要用蚱蜢逃走的空閑一刀兩斷，為隊伍奪得唯一的擊殺分（另外兩分為生存分）。來到個人戰會場時，被小荒井拉去與休斯對戰，生駒首先拿下一局，之後被休斯追過，當比數4:4平手時，生駒因習慣性使用旋空弧月犯規判負，以5:4的戰績落敗。排名戰第八輪在圍攻休斯時被他以偽裝成小行星的毒蛇(變化彈)擊殺，和他同歸於盡，隊伍也因為失去王牌之後很快被團滅。
遠征選拔戰篇被分在王子第2隊，因煮的飯很好吃被女生讚賞而感動落淚。不改其白目性格，自創三離子兵時造出糞便造型，但因隊員們都認真製作而感到無地自容，偷偷把自己的作品改為花朵。
特殊招式『生駒旋空』
生駒獨創的招式，最高射程約40米(普通旋空約15米)。是所有攻擊手當中攻擊距離最長著稱的絕招。一般旋空需花一秒發動，而生駒將發動時間縮短至0.2秒因此射程相應加長。劍刃的速度非常快，如果不能以旋空的時機完美配合是使不出這招的。因此國近稱呼此為獨一無二的大絕招。
水上敏志（Satoshi Mizukami）
配音：竹田海渡（日本）
年齡：18歲（男高中生），生日：12月5日（鯨魚座），血型：B型，身高：178cm，喜歡的東西：落語、將棋、烏龍麵、春捲。
生駒隊隊員，射手。
擔任該隊的吐槽役和中心指揮者。被不少A級隊員評為意外地非常聰明的人，學業成績好得不得了。戰鬥時喜歡口喊小行星但實際會放出毒蛇和美特拉以此來擾亂對手。
B級排名戰篇，第六輪中與生駒被玉狛第二隊夾擊，最後被王子斬首緊急脫離。
遠征選拔篇，在遠征模擬訓練中作為第9隊隊長和今結在為操作員，因想選擇聰明的人而指名了荒船、樫尾、照屋。模擬戰時故意不讓隊員知道戰鬥測試的資訊，並在第一戰（對諏訪第七隊）一人操控全隊九個角色進行比賽，而且以8人生還對1人生還的懸殊比分取勝。直到最後一輪因角色過多才知會隊友，導致和照屋發生短暫衝突。由於全隊都是學習成績好的高材生，以及水上獨自承擔兩天模擬戰而讓隊友有更多時間處理課題，即使模擬戰最終只排中游位置，仍以9708分總成績穩坐第一位，大幅度領先第二位諏訪第7隊接近1000分。
隱岐孝二（Kōji Oki）
配音：小野將夢（日本）
年齡：17歲（男高中生），生日：9月30日（三日月座），血型：AB型，身高：176cm，喜歡的東西：明石燒、黑輪、貓、購物。
生駒隊隊員，狙擊手。是少數有配備蚱蜢的「機動狙擊手」。
是名帶著黑色無頂網球帽的美男子，經常被生駒調侃道「因為長得帥所以做什麽都會被原諒」，右眼下方有顆痣。
B級排名戰篇，第六輪中被王子追擊，但王子的隊員除了他之外全員陣亡後，王子就離他而去去追擊玉狛第二；在與雨取的狙擊對射中被鉛彈擊中身體，最後被空閑擊殺。排位戰第八輪中擊殺正在被雨取攻擊的外岡，之後要與南澤會合時被二宮的合成彈干擾，最後被辻擊殺。
遠征選拔篇被分在諏訪第7隊，和三雲同組。
南澤海（Kai Minamisawa）
配音：堀江瞬（日本）
年齡：16歲（男高中生），生日：11月7日（時鐘座），血型：A型，身高：170cm，喜歡的東西：干貝、起司漢堡、青椒肉排。
生駒隊隊員，攻擊手。
自稱重看遊真與鋼戰鬥的影片兩萬次而被隱岐吐槽的動物系男子。B級排名戰篇，第六輪中因過於衝動被藏內和紀以及樫尾由多嘉的協力攻擊下陣亡，成為該戰第一個緊急脫離的成員。B級排名戰第八輪中展示出自己的天然呆特性，例如看到休斯被圍攻時表示：「原來萬人迷不是我，而是休斯啊!」以及休斯在相反角度、間隔性釋放毒蛇攻擊隊長生駒和自己時表示：「原來是那須(先生)啊!」(那須先生的語意詳細請見那須玲)。
遠征選拔篇被分在北添第4隊。
細井真織（Maori Hosoi）
配音：大空直美（日本）
年齡：17歲（女高中生），生日：7月14日（天劍座），血型：O型，身高：157cm，喜歡的東西：稻荷壽司、擔擔麵、花、可愛的東西。
生駒隊隊員，操作員。
曾經很在意自己不可愛，但被其他隊員表示相當可愛之後就釋懷了。似乎是隊上唯一會想討論戰術的隊員。其他隊員習慣稱呼其為馬里奧(mario)，因為和她名字的音(maori)相似。
遠征選拔篇被分在若村第11隊。

#### B級5位 王子隊
級別戰排名：第5位（初登場 ⇒ 賽季結束後）。擅長在狹小的地方局部作戰，基本上會三人行動。部隊機動力極高，據宇佐美所述，在B級中是頂級的「腳程快的部隊」。全員皆配備獵犬，就連攻擊手也常常使用。
- 第六場比賽：對手為生駒隊、玉狛第二(三雲隊)，地圖為市街地區A，動畫顯示天氣為際天，王子取得2分(三雲+水上)、樫尾取得1分(南澤)，全員陣亡，總比分為3-3-4收場，落敗，維持第5位。
- 第八場比賽：對手為影浦隊、東隊，地圖為展覽館，時間、天氣未知，詳細不明，總比分3-3-4，落敗，維持第5位。

王子一彰（Kazuaki Ōji）
配音：石田彰（日本）
年齡：18歲（高中生），生日：1月11日（鑰匙座），血型：B型，身高：177cm，喜歡的東西：歐姆蛋、可頌麵包、馬、西洋棋。
王子隊隊長，攻擊手。是原·弓場隊的攻擊手。
長相俊俏的男子。是個左手使用弧月，右手靈活應用蠍子與追尾彈的特殊攻擊手，雖然是攻擊手，但比賽中也常使用獵犬。
B級排名戰篇，第六輪對上玉狛第二、生駒隊時決定選擇「市區A」使普通地圖面對玉狛第二，因為他得出「要是選空曠地圖就會有利於鉛彈狙擊，要是選狹窄地形有利於布置蜘蛛」的結論。所以他對於玉狛第二的戰術，使用目的是讓對手失去應有的實力水準，表示只要拿出應有水準，玉狛第二絕並非無法獲勝的對手。在排名戰第六輪中，隊友藏內和紀和樫尾由多嘉都緊急脫離後，選擇不繼續追擊隱歧並突襲了三雲和雨取，之後擊殺三雲但被雨取的獵犬炸斷了去路，因而無法殺到雨取；在之後的亂戰，擊殺了水上奪取第二分，最後被空閑擊殺，但也在緊急脫離前用獵犬破壞了空閑的腳。
遠征選拔篇中被指定第2隊隊長及仁禮為操作員，指名了辻、生駒和帶島。指名時是以跑動快、用劍、編組起來有意思、三離子消耗量低來決定成員。
藏內和紀（Kazuki Kurauchi）
配音：半田裕典（日本）
年齡：18歲（高中生），生日：9月3日（天狼座），血型：A型，身高：181cm，喜歡的東西：鯛魚茶泡飯、親子丼、水族館、蕪菁千枚漬。
王子隊隊員，射手。是原·弓場隊的隊員，後跟隨王子一同離開。
B級排名戰篇，第六輪中與樫尾由多嘉配合，使用「火蜥蜴」牽制南澤海，之後被後來趕到的生駒隊和玉狛第二隊夾擊，最後被空閑斬首緊急脫離，讓空閑奪得一分。遠征選拔戰篇，在遠征環境訓練的課題寫作時提到自己想獨當一面成為「BORDER」的幹部或是隊長。
遠征選拔篇中被分在村上第10隊。
樫尾由多嘉（Yutaka Kashio）
配音：橘龍丸（日本）
年齡：15歲（中學生），生日：5月29日（天兔座），血型：A型，身高：172cm，喜歡的東西：千層麵、讀書、彈珠汽水、馬鈴薯沙拉。
王子隊隊員，攻擊手。
B級排名戰篇，第六輪中與藏內和紀配合，擊殺南澤海奪得一分，之後追擊雨取時被雨取以「假鋼索」戰術欺騙，最後被趕到現場的三雲和雨取的配合下擊敗。
遠征選拔篇中被分在水上第9隊。
橘高羽矢（Haya Kittaka）
配音：川口櫻（日本）
年齡：19歲（大學生），生日：8月14日（企鵝座），血型：A型，身高：165cm，喜歡的東西：水煮菠菜、奇異果、優格。
王子隊隊員，操作員。
遠征選拔篇時，沒有編入任何隊伍，以幕後身分協助測試運作。

#### B級6位 東隊
級別戰排名：第6位（初登場 ⇒ 賽季結束後）。慣用戰法是以「攻擊手為誘餌，最後用狙擊了結對手」。
- 第五場比賽：對手為二宮隊、影浦隊、玉狛第二(三雲隊)，地圖為市街地區B，天氣為下雪，東取得2分(三雲+辻)，奥寺和小荒井陣亡，因複數部隊存活所以不計生存分，總比分為2-3-2-1收場，落敗，維持在第7位。
- 第六場比賽：對手為二宮隊、影浦隊及鈴鳴第一（來馬隊），地圖、天氣不明，因複數部隊存活所以不計生存分，總比分為2:3:3:2，落敗，維持第2位，升上第6位。
- 第七場比賽：對手為鈴鳴第一(來馬隊)、影浦隊、玉狛第二(三雲隊)，地圖為市街地區D，時間為夜晚，東取得2分(繪馬+休斯)，奧寺陣亡，東和小荒井自行脫離，總比分2-1-2-6，落敗，升上暫定第5位，但由於夜間比賽尚未進行，按照第八場成績和排名推算，東隊最少下降至王子隊後面(第六名或以後)。
- 第八場比賽：對手為影浦隊、王子隊，地圖為展覽館，時間、天氣未知，只知東擊殺影浦以及奥寺被影浦擊殺，其餘詳細不明，總比分4-3-3，獲勝，排在第6位。

東春秋（Haruaki Azuma）
配音：濱田賢二（日本）；高銘孝（台灣）；伍博民（香港）
舞台劇演員：寿里（第3彈）
年齡：25歳（男研究生），生日：1月3日生（天鑰座），血型：A型，身高：186cm，喜歡的東西：釣魚、露營、生魚片、天婦羅。
東隊隊長，狙擊手。
於故事開始的四年前入隊，與澤村同期。曾率領原A級第一部隊的最早的狙擊手(原隊員為二宮、加古和三輪)。徒弟和徒孫幾乎遍布整個BORDER，擔任過當真、憐士、奈良坂和鳩原四人的師傅，也是月見蓮戰術層面的師傅。所屬忍田派。
為人和藹可親，很會照顧後輩。其實戰經驗豐富，擅長布置戰略。東很喜歡從實踐中學習，所以大部分是從訓練和排名戰之類的實踐失敗中學會的。軍隊相關的書也多少會藉鑑，但實際的槍和三離子武器有很大差別所以只是作為參考。在合作的大學有秘密的三離子研究用外部機構，進行本部實驗室無法進行的實驗（不能馬上派上用場，但對於了解三離子的構造來說是必要的實驗），他就在那種課題組裡。然後還有歷史（戰爭史）。
大規模侵略戰篇，對人型近界民戰中做出指揮，並對其擊破做出重大貢獻。其後趕往基地南部地區將被害規模控制在小範圍，侵略戰後被授予一級功績。
B級排名戰篇，第四場早段，以穿牆狙擊秒殺疏於防備的修，其後在中段擊殺辻。到了後段遊真出局後，形成王牌對峙的局面，因影浦和二宮兩人都忌憚自己的狙擊，於是他也選擇繼續躲在建築物上層靜待比賽時間結束。參與過的六場排位戰中僅緊急脫離過一次，而那是在第二場被弓場隊、王子隊和香取隊集中攻擊所致。在B級排名第七場賽事後解除小荒井和奧寺不能使用副觸發戰鬥的指令，使得兩人在接下來的第八場賽事能出奇不易擊倒上位高手。
遠征選拔篇時，被編入二宮第8隊。
小荒井登（Noboru Koarai）
配音：淺利遼太（日本）；吳東原〈第22集〉→張敦喻〈第67～70集〉（台灣）
年齡：16歳（男高中生），生日：4月24日（天貓座），血型：O型，身高：165cm，喜歡的東西：足球、唐揚(油炸食物)。
東隊隊員，攻擊手。目前積分：弧月7221(漫畫第112話)→弧月7280(漫畫第159話)。
於故事開始的兩年前入隊。東隊的前觸角擔當，前額的翹髮是抓出來的。性格樂天，在大規模侵略中差點遭到拉比特啃了卻還是不為所動，是擁有超高精神力的人才。被風間提及雖個人分數不高，但論及近身戰的合作水平，可以說僅次於風間隊，只要兩人聯手就能分鐘吃掉比自己高級別的對手。侵略戰後被授予二級戰績。成立隊伍期間，為了拉攏東先生入隊而不惜抱住他的腳磨蹭了超過一個小時苦苦哀求，壓根不在乎形象的男人。
在新一度「BORDER」入隊當天，與日佐人去個人戰會場，聽聞休斯不到一天就成為B級而感興趣，要求與之一戰，最後被5:0完封。
遠征選拔篇時，被編入來馬第5隊。
奥寺常幸（Tsuneyuki Okudera）
配音：小川慎太郎（日本）；高銘孝（台灣）；陳漢祺（香港）
年齡：16歳（男高中生），生日：5月20日（天貓座），血型：A型，身高：167cm，喜歡的東西：足球、拉麵。
東隊隊員，攻擊手。目前積分：弧月7188(漫畫第112話)。
於故事開始的兩年前入隊。被風間提及雖個人分數不高，但論及近身戰的合作水平，可以說僅次於風間隊，只要兩人聯手就能分鐘吃掉比自己高級別的對手。侵略戰後獲授予二級戰績。東隊的後觸角擔當，後腦杓的翹髮是睡出來的。性格沉著冷靜，在大規模侵略中遭到拉比特打飛後變得更加慎重，是學習力極高的人才。
遠征選拔篇時，被編入古寺第6隊。
人見摩子（Mako Hitomi）
配音：金香里（日本）；李昀晴（台灣）
年齡：18歳（女高中生），生日：8月28日（天狼座），血型：AB型，身高：162cm，喜歡的東西：可麗餅、恐怖電影。
東隊隊員，操作員。
於故事開始的兩年前入隊。在第一次的大規模侵略時，祖父為了救她而不幸喪命，這讓她開始思考被救了一命的自己能做些什麼，結果便是決意加入BORDER。
遠征選拔篇時，沒有編入任何隊伍，以幕後身分協助測試運作。

#### B級7位 那須隊
級別戰排名：第12位（初登場） ⇒ 第7位（賽季結束後）。B級唯一全隊皆為女子隊員的隊伍。大規模侵略戰後，日浦家人決定在茜畢業後就搬離，因此全隊決定要一起好好努力拿下B級排名戰最好的成績；排名戰最初排名為第12位；最後在B級排名戰第八輪中位賽中取得勝利，順利進到B級第7位上位組。
- 第二場比賽：對手為鈴鳴第一(來馬隊)、漆間隊、柿崎隊，地圖未知，總比分為2-4-2-2收場，落敗，降至第13位，已連續輸給鈴鳴第一(來馬隊)六次。
- 第三場比賽：對手為玉狛第二(三雲隊)、鈴鳴第一(來馬隊)，地圖為河岸地帶A，天氣為暴風雨，那須取得3分(來馬+別役+三雲)，全體陣亡，總比分為3-4-2收場，落敗，降至第?位。
- 第八場比賽：對手為香取隊、諏訪隊，地圖為市街地區C，天氣未知，那須取得1分(若村)，熊谷取得1分(笹森)，日浦取得1分(堤)。那須、熊谷陣亡，獲得生存點2分，總比分為5-2-3，勝出，升上第7位，首次進入B級上位。

那須玲（Rei Nasu）
配音：桑岛法子（日本）；李昀晴（台灣）；何凱怡（香港）
舞台劇演員：田中梨瑚（第3～4彈）
年齡：17歳（女高中生），生日：6月16日（天兔座），血型：A型，身高：159cm，喜歡的東西：桃子罐頭、電影、隊友、用三離子體運動。
那須隊隊長，射手。目前積分：8395(漫畫第94話)。
於故事開始的兩年前入隊。跟奈良坂是表姊弟，曾拜託他收茜為徒。當初是為了協助「體質病弱的人變成三離子體後能保持健康嗎?」的研究而加入BORDER，殊不知半年後，只見那須精神飽滿的地到處飛竄，隨手便將對手打成蜂窩的身影。攻擊方法非常華麗的第2號子彈狂。跟出水為一樣類型的厲害射手，是全組織唯二能夠做到不用預設彈道和操作軌道的精密控制，能精密控制毒蛇的菁英射手，此外亦能製造合成彈戰斧。得意技能是全方位的變化彈攻擊，在隊員之間有著「鳥籠」之稱。
B級排名戰篇，第三場比賽中在1對4的情況下號稱要拿下所有人的分數，後來個人獨取3分(別役+來馬+三雲)，最後因三離子體嚴重受損洩露過多而緊急脫離。
遠征選拔篇，因身體原因沒有參加選拔。
熊谷友子（Yūko Kumagai）
配音：庄司宇芽香（日本）；邱佩轝（台灣）；陳雪瑩（香港）
舞台劇演員：美麗（第3～4彈）
年齡：17歳（女高中生），生日：4月14日（遊隼座），血型：O型，身高：171cm，喜歡的東西：蘋果、肉烏龍麵、所有運動。
那須隊隊員，攻擊手。目前積分：弧月7119(漫畫第93話)。
於作品開始的兩年前入隊。成立那須隊的中心人物。暱稱是「小熊」。身材曲線很好，對付迅的性騷擾時會以強力的拳頭回應。因為大量使用招架類的刀法，所以在弧月上加裝了刀顎以保護雙手。平常比較常負責保護那須，因此個人積分並不高，其實她的撥擋技巧、反擊技都相當厲害，即使在男性攻擊手中群中也是頗被另眼相看的。
遠征選拔篇，被選為村上第10隊。
日浦茜（Akane Hiura）
配音：一木千洋（日本）；張雅婕（台灣）；莊斯惠（香港）
舞台劇演員：髙橋果鈴（第3彈）
年齡：15歳（女中學生），生日：7月7日（天劍座），血型：O型，身高：154cm，喜歡的東西：收集帽子、貓、霜淇淋。
前·那須隊隊員，狙擊手。
於故事開始的兩年前入隊。是小熊學校同學的妹妹但她還不知道自己的哥哥單戀著小熊。被那須隊招募時，那須拜託表弟奈良坂收她為徒。在千佳和出穗加入前一直維持著「最年輕女子狙擊手」的寶座，只可惜她本人不知道。中學畢業後就要搬離三門市，同時也會自那須隊退出。在漫畫199話離開那須隊以及「BORDER」組織，臨走前推薦出穗加入那須隊。
志岐小夜子（Sayoko Shiki）
配音：廣橋涼（日本）；黃玉奇（台灣）；馮詠恩（香港）
年齡：16歳（女高中生），生日：8月9日（企鵝座），血型：A型，身高：156cm，喜歡的東西：電動、水、讀書、網路購物。
那須隊隊員，操作員。
於故事開始的兩年前入隊。是設計出現在那須隊隊服，深獲部分男性的稱讚與尊敬的家裡蹲少女。因輕微的男性恐懼症影響了她的生活而成了繭居族，就在她靠著水和老家寄上來的鹽漬昆布生活時，小熊挖角了她。她是所有操作員中三離子能力最高的(7)。之所以會害怕男性是因為小時候曾目睹到老師的秘密，而被老師當面用強硬的態度否認而產生陰影。
伴隨效應是幽體脫離，只要閉上眼睛就能以右眼的視角進行偵查，但無法透牆或飛行。
遠征選拔篇，為編為歌川第1隊。因隊伍全是男生而害怕。而歌川因應她有弟弟的關係，暗中請求年紀較小的空閑和巴幫助她放鬆。

#### B級8位 弓場隊
級別戰排名：第4位（初登場） ⇒ 第8位（賽季結束後）。原先12月前隊內還有一名隊員：神田忠臣，然而因為要考大學而不得不離隊，以致弓場隊本季排位戰成績下滑。
- 第八場比賽：對手為玉狛第二(三雲隊)、二宮隊及生駒隊，地圖為市街地區B，弓場取得1分(水上)，帶島取得1分(南澤)，全員陣亡，總比分2:6:3:2，落敗，降至第8位。

弓場拓磨（Takuma Yuba）
配音：檜山修之（日本）
年齡：19歳（男大學生），生日：4月30日（天貓座），血型：AB型，身高：182cm，喜歡的東西：單挑、家人、同伴、磅蛋糕。
弓場隊隊長，槍手。槍手第2名。使用風刃的候補者之一。
根據里見一馬給出的資訊，能力值分布為三離子量7、攻擊10、防禦援護5、機動7、技術9、射程2.5、指揮5、特殊戰術2。
長相看似是戴眼鏡的混混，但其實是個極重視禮貌和規矩的人，口頭禪為「混帳(混蛋)」，對帶島有異於常人的嚴格訓練。有著認為付出太多就要還予相應報酬的做人處事道理。遇到困擾和無奈時會有不自覺推一下眼鏡的習慣。被小南稱作「攻擊手殺手」。雖說是槍手，但更像是「使用槍械的攻擊手」，使用的槍觸發為兩把左輪手槍。犧牲射程與裝彈數，完全特化攻擊力與彈速，以此配合弓場擅長的拔槍射擊。
遠征選拔篇，被編為來馬第7隊，和來馬組成一剛一柔組合，分擔了部分隊長責任。在遠征環境訓練的課題寫作時提到自己想獨當一面成為「BORDER」的幹部。
帶島由香里（Yukari Obishima）
配音：廣橋涼（日本）
年齡：14歳（女中學生），生日：2月4日（青蛙座），血型：B型，身高：153cm，喜歡的東西：運動、芝麻球、橘子、狗。
弓場隊隊員，萬能手（全方位戰士）。
生性害羞，在弓場的嚴格指導下有一套和人打招呼的自我介紹。外觀中性，常被誤認為是男生。崇敬遊真隨機應變的戰術，遊真評價為：「會再變得更強的，我保證。」
遠征選拔篇，被選為王子第2隊。
外岡一斗（Kazuto Tonooka）
配音：伊東健人（日本）
年齡：16歳（男高中生），生日：11月21日（時鐘座），血型：B型，身高：169cm，喜歡的東西：炸雞胸肉、焙茶、獨處的時間。
弓場隊隊員，狙擊手。
個性慎重，經常單獨行動，善於隱蔽行動作戰。曾在『捕捉·掩蔽訓練』課程中拿到第三名。B級排名戰篇，第八輪賽事中被隊長弓場指示全程跟蹤雨取，並在雨取準備釋放美特拉攻擊以休斯為中心的亂戰中，將雨取的美特拉擊破導致大爆炸，並讓雨取使出秘密武器-固定盾。
遠征選拔篇，被選為北添第4隊。
藤丸能乃（Nono Fujimaru，藤丸野乃）
配音：關根有咲（日本）
年齡：19歳（女大學生），生日：10月24日（時鐘座），血型：A型，身高：162cm，喜歡的東西：巧克力、碳酸飲料、漫畫。
弓場隊隊員，操作員。
設定上是I罩杯。有無法早起的習慣，因此在遠征訓練課程中主動要處理晚餐並要求隊伍成員早餐自理以及不准批評她做的料理。
遠征選拔篇，被編為柿崎第3隊，以強硬態度調解影浦和犬飼的衝突。

#### B級9位 鈴鳴第一（來馬隊）
級別戰排名：第8位（初登場） ⇒ 第9位（賽季結束後）。鈴鳴支部的小隊，由於與玉狛支部鄰近，常一起共同出防衛任務，支部裡的氣氛也與玉狛相似。隊伍特徵是不管在任何情況下會選擇優先保護來馬隊長。遠征選拔戰篇中唯一有兩名隊員被營運指定為隊長的隊伍（來馬和村上）。
- 第一場比賽：對手為諏訪隊以及其他未知隊伍，地圖未知，總比分未知，落敗，降至第?位。
- 第二場比賽：對手為那須隊、漆間隊、柿崎隊，地圖未知，總比分為4-2-2-2收場，獲勝，升至第9位，已連續贏了那須隊六次。
- 第三場比賽：對手為玉狛第二(三雲隊)、那須隊，地圖為河岸地帶A，天氣為暴風雨，來馬取得1分(那須)、村上取得1分(熊谷)，全體陣亡，總比分為4-3-2收場，落敗，排名未變。
- 第七場比賽：對手為影浦隊、東隊、玉狛第二(三雲隊)，地圖為市街地區D，時間為夜晚，村上取得1分(影浦)，全員陣亡，總比分1:2:2:6，落敗，降至第7位。

來馬辰也（Tatsuya Kuruma）
配音：高塚正也（日本）；吳東原（台灣）；周凱榮（香港）
舞台劇演員：塩田康平（第3彈）
年齡：20歳（男大學生），生日：2月18日（青蛙座），血型：A型，身高：176cm，喜歡的東西：水族館、焗烤筆管麵。
鈴鳴第一（來馬隊）隊長，槍手。目前積分：7222(漫畫第94話) ⇒ 7881(漫畫第168話)。
於故事開始的兩年前入隊。家裡超有錢，有錢到能把鈴鳴支部的基地一口氣買下的有錢程度。他不帶傲慢與任性，態度之低連後進晚輩都與他相當親近，所以才會受到隊員們的擁戴。喜歡番茄味的泡麵，但是那也是太一喜歡的所以不會主動去拿。侵略戰後全隊被授予二級戰績。
遠征選拔篇中被指定第5隊隊長及小佐野為操作員，指名了穗刈、小荒川和弓場。指名標準為希望弓場輔助，並以體力高、積極正面，面對長期戰也不會累垮的人。
村上鋼（Kō Murakami）
配音：野島裕史（日本）；陳余寬（台灣）；楊智聰（香港）
舞台劇演員：元木聖也（第3～4彈）
年齡：18歳（男高中生），生日：6月15日（天兔座），血型：B型，身高：172cm，喜歡的東西：筲箕蕎麥麵、白飯、自我鍛鍊。
鈴鳴第一（來馬隊）隊員兼王牌，攻擊手。攻擊手第7名→攻擊手第4名(漫畫第 93 話)。目前積分：弧月 12042。
忠誠且注重感情的少年，儘管支部隊員的實力遠不如他還是選擇繼續待在鈴鳴支部。和荒船是劍術的師徒關係，和影浦是同班同學。荒船稱呼村上「鋼」，但村上覺得「荒船」這個姓很帥，因此稱呼荒船姓氏。具有「睡眠記憶強化」的伴隨效應，在睡眠(不論長短)過後能將自己一天中所學到的東西近乎100％的反映到自己的經驗上。
於故事開始的一年前入隊，在配屬希望（隊員、工程師、其他）那一欄填的「哪裡都可以」，結果就成了新成立的鈴鳴支部的首批成員。在一年多前是荒船的徒弟，由他教導自己劍術，後來村上透過自身的伴隨效應迅速領悟了當攻擊手的要領，僅僅半年便超越了荒船。在對上空閑前曾與眾多菁英攻擊手、菁英萬能手在個人戰交戰過。
大規模侵略戰篇，對付新型三離子兵，在A級隊員抵達會與其對抗到底以便減輕其他隊員的負擔，後與新出現的三支新型戰鬥時陷入苦戰，在快被它們圍攻的一瞬間，三隻新型皆被及時趕來的太刀川秒殺，不久前往基地南方準備與B級聯合部隊合流直到戰鬥結束，侵略戰後全隊被授予二級戰績。
B級排名戰篇，第七輪時為了配合太一擬定的大樓開關電戰術，將弧月設置成黑色的(以便關燈時攻擊能夠讓對方看不到弧月)。
遠征選拔篇中被指定第10隊隊長及冰見為操作員，指名了堤、熊谷和藏內。指名標準為集中副手型角色為主。
別役太一（Taichi Betsuyaku）
配音：增尾興佑（日本）；吳東原〈第25～47集〉→張敦喻〈第73集〉（台灣）；陳漢祺（香港）
年齡：16歳（男高中生），生日：11月27日（鯨魚座），血型：B型，身高：168cm，喜歡的東西：番茄醬義大利麵、番茄系部景模型。
鈴鳴第一（來馬隊）隊員，狙擊手。
於故事開始的一年前入隊。看到帶著頭盔的陽太郎後，來馬前輩擔心太一變成小屁孩模式而給他買了一個類似的頭盔。
大規模侵略戰篇，對戰蘭巴涅因被擊敗，全隊被授予二級戰績。
B級排名戰篇，與那須隊、玉狛第二(三雲隊)隊對戰時說過：「跟人型近界民相比，那須前輩已經很可愛了!」，此話讓後來苦戰的來馬使用獵犬積極進攻，重傷那須取得一分。第七賽事擬定大樓開關電戰術，讓村上能重創影浦。
遠征選拔篇，被選為柿崎第3隊。
今結花（Yuka Kon）
配音：鎌田梢（日本）；李昀晴（台灣）
年齡：18歳（女高中生），生日：9月1日（天狼座），血型：O型，身高：159cm，喜歡的東西：書法、料理、抹茶。
鈴鳴第一（來馬隊）隊員，操作員。
於故事開始的兩年前入隊。是普通高中組，成績非常優秀，同時料理手藝也相當高明的妹妹頭少女。曾經拯救過當真和國近那岌岌可危的成績。 不知為何有著「比其他女性角色更加水桶腰」的無謂設定，可能是上輩子沒燒好香的操作員。不知道是不是為了中和太一所造成的壓力而不斷吃和菓子才造成的結果。
遠征選拔篇，被編為水上第9隊。

#### B級10位 荒船隊
級別戰排名：第11位（初登場） ⇒ 第10位（賽季結束後）。三人皆為狙擊手的部隊。慣用戰法是與「隊友保持極大距離，會活用射程並在攻防兩面互相掩護」。
- 第二場比賽：對手為玉狛第二(三雲隊)及諏訪隊，地圖為市街地區C，荒船得1分(雨取)，全員陣亡，總比分為1-6-2，落敗，降至第?位。

荒船哲次（Tetsuji Arafune）
配音：竹本英史（日本）；陳余寬（台灣）；鄺家進(DS)（香港）
舞台劇演員：手島章斗（第3彈）
年齡：18歳（男高中生），生日：9月9日（天狼座），血型：B型，身高：176cm，喜歡的東西：什錦煎餅、涼拌豆腐、動作片、茶。
荒船隊隊長，近戰派狙擊手。目前積分：弧月 8266、白鷺 8349(漫畫第89話)。
於故事開始的兩年前入隊。和村上是劍術的師徒關係，和影浦也是好友。號稱要精通所有事物的他唯二的弱點是不會游泳跟怕狗。在一年多年前曾是攻擊手，使用弧月。當時他是理論派攻擊手，那時他擔任村上的師傅，負責教他劍術，但村上僅僅花了半年就超越了自己，荒船也在那時辭退攻擊手的職位，轉行當狙擊手，使許多人(包含村上自己)誤以為是村上的才能逼走了他。實際上他打算在狙擊手和槍手排行中也拿到8000分並成為繼憐士之後的第二個「完美無暇·全方位戰士」，達成這目標後，他要通過這理論普遍推廣，終極目標是「量產多名完美全方位戰士」。
大規模侵略戰篇時，和隊友穂刈及半崎一同狙擊蘭巴涅因，之後和米屋、出水、奧寺、東、來馬和柿崎隊一同對戰蘭巴涅因，途中和東同時射擊後，在蘭巴涅因反擊時跳樓逃脫，原以為逃過一劫卻反被第二發給擊中右臂，自己則急速下墜落地，緊急脫離，侵略戰後全隊被授予二級戰績。
遠征選拔篇，被編為水上第9隊。課題寫作時提到自己想獨當一面成為「BORDER」的幹部。
穗刈篤（Atsushi Hokari）
配音：泰勇氣（日本）；高銘孝（台灣）；陳漢祺（香港）
年齡：18歳（男高中生），生日：6月15日（天兔座），血型：O型，身高：180cm，喜歡的東西：雞肉、生菜、重訓、祭典。
荒船隊隊員，狙擊手。
於故事開始的兩年前入隊。大規模侵略戰篇，和隊友一起狙擊蘭巴涅因，但被他的觸發「雷之羽」擊中而緊急脫出，侵略戰後全隊被授予二級戰績。
遠征選拔篇，被選為來馬第5隊。
半崎義人（Yoshito Hanzaki）
配音：成瀨誠（日本）；吳東原（台灣）；周凱榮（香港）
年齡：15歳（男中學生），生日：2月10日（青蛙座），血型：O型，身高：160cm，喜歡的東西：蛋包飯、冰、午睡、電動。
荒船隊隊員，狙擊手。是「精密射擊的名手」，但總是沒幹勁，一直在挑戰超越自己能力的舞台。
於故事開始的兩年前入隊。大規模侵略戰篇，和隊友一起狙擊蘭巴涅因，但被他的觸發「雷之羽」擊中而緊急脫出，侵略戰後全隊被授予二級戰績。
遠征選拔篇，被選為若村第11隊。因為是該組最後一名被選中的人（自動指名）而感到落寞，但若村認為能指名半崎的結果並不壞。
加賀美倫（Rin Kagami）
配音：柚木涼香（日本）；黃玉奇（台灣）；馮詠恩（香港）
年齡：18歳（女高中生），生日：9月19日（天狼座），血型：B型，身高：159cm，喜歡的東西：牛奶糖、水、繪畫、立體造型。
荒船隊隊員，操作員。
於故事開始的三年前入隊。
遠征選拔篇，被編為二宮第8隊。

#### B級11位 香取隊
級別戰排名：第7位（初登場） ⇒ 第11位（賽季結束後）。慣用戰法是以「靠王牌大鬧得分，其他兩人使用變色龍援護。」以前達成連續兩期待在上位的紀錄，後來在排名戰第三場被玉狛第二給擠到中位至今。
- 第五場比賽：對手為玉狛第二(三雲隊)及柿崎隊，地圖為工業地區，香取取得1分(三雲)，全員陣亡，總比分為1-7-1，落敗，維持第9位。
- 第七場比賽：對手為諏訪隊、柿崎隊及海老名隊，地圖、天氣未知，全員陣亡，總比分為4:4:3:2，和諏訪隊平手，排在第9位。
- 第八場比賽：對手為那須隊、諏訪隊，地圖為市街地區C，天氣未知，香取取得2分(那須、諏訪)。全員陣亡，總比分為2-5-3，落敗，降至第11位。

香取葉子（Yōko Katori）
配音：潘惠美（日本）
舞台劇演員：竹内夢（第4彈）
年齡：16歳（女高中生），生日：10月18日（三日月座），血型：O型，身高：157cm，喜歡的東西：電玩、煎餅、朋友、打贏。
香取隊隊長兼王牌，萬能手（全方位戰士）。
極度任性的少女，喜歡抱怨。剛開始的時候是攻擊手，之後突然轉成槍手，最後又因為槍手排名無法繼續上升，轉為全方位戰士；雖然性格很差，但戰鬥天賦相當出眾，在轉職為全方位戰士前，槍手的分數僅花了半年就達到「大師級」。在戰鬥時會優先攻擊對方王牌來讓自己有所幹勁，會使用的觸發有：手槍、蚱蜢、蠍子，並善於其三種觸發相交配合攻擊對手。
於故事開始的兩年前入隊。在第一次近界民入侵時，因為家裡屋子的構造而使華能幫助她從屋裡脫困。侵略過後與華一同加入BORDER，並約定組隊後要以第一為目標。
B級排名戰篇，在對陣玉狛第二時，在比賽終局運用紅線轉彎並劃開修的喉嚨，使其緊急脫出，之後欲攻擊遊真時，被修脫出前設下的線給絆到，而被遊真抓準時機以螳螂擊破，成為隊內唯一取分者。自身認為不擅長下功夫準備和努力，因此相當羨慕玉狛第二認真準備比賽的計劃。落敗後態度和性格有所改善，最後一場賽事從隨便大鬧的戰法改為聽從麓郎戰術，並利用當初敗於玉狛第二的蜘蛛擊敗諏訪洸太郎和那須玲。
遠征選拔篇，遠征模擬戰鬥測試的能力值分布為-行動力16；三離子6；攻擊力9；防禦6；迴避8；援護6；技術7；總計58。模擬戰鬥測試時被分在諏訪第7隊，和三雲同隊，對他言語很不客氣。雖然對課題顯得不耐煩，但實際上第一天卻取得隊中最高得分，但在A級評價中卻是負13分，是11隊110名隊員唯三負分的人，而她也是當中被扣分最嚴重的人（另外兩人是菊地原負4分，以及漆間負7分）。測試途中因香取隊其他隊員成績低沉，一度自我封閉。在三雲提出「介紹她和烏丸約會」的利誘後復活。
三浦雄太（Yūta Miura）
配音：三野雄大（日本）
舞台劇演員：古賀雄大（第4彈）
年齡：17歳（男高中生），生日：9月3日（天狼座），血型：B型，身高：173cm，喜歡的東西：和平、橘子、沾麵、心情好的葉子。
香取隊隊員，攻擊手。目前積分：弧月7407(漫畫第159話)。
於故事開始的兩年前入隊。口頭禪是「好了好了」，曾創下過一天之內說46次的記錄。對隊伍內部不和感到不安，在隊伍裡常充當和事佬，但當氣氛過於僵硬則會仰賴華。性格溫和，但他在比賽後稍微增加了些男子氣概，看穿香取內心對玉狛第二不滿背後的原因。由於與華小姐的親戚關係而入隊，結果對葉子一見鍾情，之後就一直樂呵呵地追隨著她。善於待人接物，跟年紀小的攻擊手們關係很好。
B級排名戰篇，在新一度BORDER入隊當天，與虎太郎去個人戰會場，聽聞休斯不到一天就成為B級而感興趣，要求與之一戰，最後被5:0完封。
遠征選拔篇，為分為古寺第6隊，
若村麓郎（Rokurō Wakamura）
配音：赤羽根健治（日本）
舞台劇演員：松原凛（第4彈）
年齡：16歳（男高中生），生日：4月16日（遊隼座），血型：B型，身高：172cm，喜歡的東西：雞蛋三明治、雞肉、讀書時的華姐。
香取隊隊員，槍手。
於故事開始的兩年前入隊。由於與葉子哥哥是朋友而入隊，但現在著迷於華的酷樣。戰力資質普普，自認即使接受犬飼的指導兩年依然到不了大師級的水準，因此羨慕僅花半年就登峰造極的葉子，和葉子經常吵架，認為她碰壁只是逃避的藉口，內心認為以她的實力能夠爬上更高位置。
遠征選拔篇中被指定第11隊隊長及組井為操作員。指名了半崎、笹森和休斯。指名標準為「最好的人選」，並不如其他隊長目標明確，而且也缺乏信心。隊伍在測試開始時長期墊底。直到自創三離子兵模擬戰時，一改作風積極採用休斯的戰術，在第一天戰鬥打出多場勝仗。
染井華（Hana Somei）
配音：近藤玲奈（日本）
年齡：17歳（女高中生），生日：7月18日（天劍座），血型：AB型，身高：155cm，喜歡的東西：認真對付作業、可可亞、蘋果。
香取隊隊員，操作員。跟雄太是外表不太相像的表兄妹。
於故事開始的兩年前入隊。在第一次近界民入侵時，冷靜分析機會效益後選擇救出香取導致本人全家死亡，並以此為契機而加入「BORDER」，與葉子約定組隊後要以第一為目標。因為僅用雙手救了被壓在屋裡的香取而導致指甲剝落，推測這是她開始戴手套的原因。在家被毀壞后曾經在雄太家借住一段時間。在入隊后成為嵐山的粉絲，有著追星族的一面。
遠征選拔篇，被選為北添第第4隊。

#### B級12位 諏訪隊
級別戰排名：第10位（初登場） ⇒ 第12位（賽季結束後）。慣用戰法是以「兩位槍手火力主攻而攻擊手作為肉盾掩護兩人以此來壓制對手，攻擊手偶爾會用變色龍展開奇襲」。
- 第二場比賽：對手為玉狛第二(三雲隊)及荒船隊，地圖為市街地區C，堤得1分(半崎)、笹森得1分(穂刈)，全員陣亡，總比分為2-6-1收場，落敗，降至第?位。
- 第七場比賽：對手為香取隊、柿崎隊及海老名隊，地圖、天氣未知，有隊員生還，獲得生存點2分，總比分為4:4:3:2，和香取隊平手，排在第10位。
- 第八場比賽：對手為那須隊、香取隊，地圖為市街地區C，天氣未知，諏訪得1分(三浦)、堤得1分(香取)、笹森得1分(熊谷)，全員陣亡，總比分為3-5-2，落敗，降至第12位。

諏訪洸太郎（Kōtarō Suwa）
配音：沼田祐介（日本）；高銘孝（台灣）；甄思羽（香港）
舞台劇演員：田内季宇（第3彈）
年齡：21歳（男大學生），生日：8月1日（企鵝座），血型：A型，身高：178cm，喜歡的東西：香菸、啤酒、肉、麻將、推理小說。
諏訪隊隊長，槍手。喜歡咬著類似菸的物體。與太刀川、東和冬島為麻將牌友。
於故事開始的三年前入隊。和堤一同擔任模擬戰訓練室操作員。
大規模侵略戰篇，被抓便壓縮成方塊，後來恢復後與小隊利用訓練室成功拖住侵入基地的黑觸發人型近界民艾涅德拉，侵略戰後全隊被授予二級戰績。
遠征選拔篇中被指定第7隊隊長及宇井為操作員，指名了隱歧、三雲和香取。指名標準為「直覺」而被香取吐槽。但實際上在選人時有考量，選擇隱歧後認為不需要第二位狙擊手而選擇三雲，也因為隊伍三離子量偏低而最後選擇了三離子量高的香取而非A級但三離子量低的木虎。成為唯一一支有三名原隊長的隊伍。
課題寫作時提到自己想獨當一面成為「BORDER」幹部。在遠征環境訓練時被風間評價：擅長規劃與主持。
堤大地（Daichi Tsutsumi）
配音：德山靖彦（日本）；鄒韋（台灣）；陳漢祺（香港）
年齡：20歳（男大學生），生日：10月11日（三日月座），血型：O型，身高：181cm，喜歡的東西：日本酒、涼拌山葵章魚、現代小說。
諏訪隊隊員，槍手。
於故事開始的三年前入隊。和諏訪一同擔任模擬戰訓練室操作員。即使修被風間擊倒了第24次仍相信他的可能性。
大規模侵略戰篇，利用訓練室成功拖住侵入基地的黑觸發人型近界民艾涅德拉，侵略戰後全隊被授予二級戰績。
遠征選拔篇，被選為村上第10隊。
笹森日佐人（Hisato Sasamori）
配音：畠中祐（日本）；高銘孝（台灣）
年齡：16歳（男高中生），生日：1月18日（天鑰座），血型：A型，身高：169cm，喜歡的東西：炒飯、可樂餅、漫畫。
諏訪隊隊員，攻擊手。目前積分：弧月7452(漫畫第159話)。
於故事開始的兩年前入隊。大規模侵略戰篇，因諏訪被抓而顯得急燥，被風間用言語狠狠教訓，及後變得非常冷靜及擁有全面的大局觀，後利用訓練室成功拖住侵入基地的黑觸發人型近界民艾涅德拉，侵略戰後全隊被授予二級戰績。B級排名戰篇，在新一度BORDER入隊當天，與小荒井去個人戰會場，由於小荒井、三浦、虎太郎皆被以5:0完封，加上記住了休斯的動作，與其對戰，最後以5:1的戰績落敗。
遠征選拔篇，被選為若村第11隊。
小佐野瑠衣（Rui Osano）
配音：吉川未來（日本）；李昀晴（台灣）；陳雪瑩（香港）
年齡：17歳（女高中生），生日：7月3日（天劍座），血型：A型，身高：155cm，喜歡的東西：炒烏龍麵、麻將、外國小說。C罩杯。
諏訪隊隊員，操作員。無人能出其右的感覺派操作員，自稱「還算滿笨的笨蛋」。嘴裡常叼著棒棒糖，是當初小南被「吃了胸部會變大」的宣傳所騙。
於故事開始的三年前入隊。直到中學為止都跟演藝經紀公司簽約，擔任時裝模特兒，後來覺得膩了就洗手不幹了。
遠征選拔篇，被編為來馬第5隊。

#### B級13位 柿崎隊
級別戰排名：第13位（初登場 ⇒ 賽季結束後）。隊服顏色為橘色。被評為較為慎重的一支部隊，但也因此成為大規模侵略戰時唯一沒有任何一人緊急脫出的B級部隊，全員參加了打倒蘭巴涅因作戰，習慣全隊抱團作戰，在B級中下位浮游。
- 第五場比賽：對手為玉狛第二(三雲隊)及香取隊，地圖為工業地區，照屋取得1分(雨取)，柿崎、巴陣亡，照屋自行緊急脫離，總比分為1-7-1，落敗，維持在第13位。
- 第七場比賽：對手為香取隊、諏訪隊及海老名隊，地圖、天氣未知，全員陣亡，總比分為3:4:4:2，落敗，排名未知。

柿崎国治（Kuniharu Kakizaki）
配音：田中大文（日本）；陳余寬（台灣）；吳嘉樂（香港）
舞台劇演員：松村龍之介（第4彈）
年齡：19歳（男大學生），生日：11月25日（鯨魚座），血型：A型，身高：177cm，喜歡的東西：牛丼、西瓜、所有運動。
柿崎隊隊長，萬能手（全方位戰士）。自信心極低但不弱，不希望隊員單獨行動，因此習慣全隊共同行動，卻也限制了隊員的成長，被時枝評價自身唯一的缺點是習慣將責任都攬在自己身上，在排名戰第五場與玉狛第二一戰後有所改變。
於故事開始的四年前入隊，原「嵐山隊」隊員，與嵐山一同受到記者會的詢問，被詢問到：「之後再遭遇近界民的大規模侵略時，市民與自己的家人，會優先保護哪一方?」而感到棘手，之後被嵐山化解危機。後來因自信心不足而退出嵐山隊，認為現今和前隊員都比他優秀，但無論是前隊員還是現今隊員都對他尊敬有加。
大規模侵略戰篇，是全部隊伍裡面唯一沒有一個隊員是緊急脫離的隊伍，戰後全隊被授予二級戰績。
B級排名戰篇，在排名戰第五場後半段被遊真刺中三離子供給系統後，在緊急脫出前用美特拉零距離重創遊真的腹部。
遠征選拔篇中被指定第3隊隊長及藤丸為操作員，指名了影浦、別役和犬飼。指名標準為想選擇有A級經驗的隊員，因此明知道影浦與犬飼不和，仍選擇了他們。
照屋文香（Fumika Teruya）
配音：野口百合（日本）
年齡：16歳（女高中生），生日：7月21日（天劍座），血型：O型，身高：157cm，喜歡的東西：布丁、麵線、鋼琴、狗。
柿崎隊隊員，萬能手（全方位戰士）。
於故事開始的兩年前入隊，是與奈良坂和歌川爭奪新人王的稱號的實力隊員。被柿崎問到，為何想加入他的隊伍時，回答：「這個人(柿崎)，值得我扶持。」
B級排名戰篇，在追擊千佳時，巧妙地利用建築物碎片擋下千佳的鉛彈，並用時間差包圍射擊(獵犬)從背後突襲千佳，為隊伍取得一分，隨後自行緊急脫離。
遠征選拔篇，被選為水上第9隊，因水上隱瞞模擬戰鬥而和他產生衝突。
巴虎太郎（Kotarō Tomoe）
配音：井野優（日本）；吳東原（台灣）
年齡：14歳（男中學生），生日：12月2日（鯨魚座），血型：B型，身高：154cm，喜歡的東西：牛肉燴飯、西瓜、漫畫。
柿崎隊隊員，槍手。目前積分：7009(漫畫第159話)。擁有像貓一樣的眼睛。
於故事開始的兩年前入隊，當時還是小學生BORDER正式隊員，被柿崎問到，為何想加入他的隊伍時，回答：「我覺得柿崎學長很帥。」
B級排名戰篇，在排名戰第五場中，與其他隊員一齊進攻空閑，途中被空閑的蚱蜢和雨取的鉛彈連攜攻擊，最後被空閑斬首，為該場比賽第一位緊急脫離的戰鬥員。在新一度BORDER入隊當天，與三浦去個人戰會場，聽聞休斯不到一天就成為B級而感興趣，要求與之一戰，最後被5:0完封。
遠征選拔篇，在第一天的遠征模擬訓練中，因對課題有多處無法理解，向同隊的志歧小夜子多次詢問而導致志歧小夜子的課題無法做完，自己所處的隊伍目前位於倒數第三名。
宇井真登華（Madoka Ui）
配音：藤井幸代（日本）
年齡：16歳（女高中生），生日：4月26日（天貓座），血型：B型，身高：158cm，喜歡的東西：天婦羅、麵線、漫畫、貓。
柿崎隊隊員，操作員。
於故事開始的兩年前入隊。在柿崎剛從嵐山隊退出不久後由綾辻引薦入隊，也是招募巴和照屋入隊的人。
遠征選拔篇，為編為諏訪第7隊。

#### B級14位 漆間隊
級別戰排名：第9位（初登場） ⇒ 第14位（賽季結束後）。
漆間恒（Wataru Urushima）
漆間隊隊長，槍手。
對金錢異常執著，認為有值得賺錢的地方就要去賺、酬勞很少的地方就不幹，被多名B級隊員表示：「還是老樣子，死愛錢。」、「這才有漆間的風格啊。」。
遠征選拔篇，被選為歌川第1隊，在第一天的遠征模擬訓練中表示自己為了能和高層談判得到15萬獎金，要求隊伍的每位成員的測驗要高分，在第一天A級評價中卻是負7分，是11隊110名隊員唯三負分的人，扣分數僅次於香取。和為六田著想而致電她所在的古寺第6隊幫忙。本人雖然不承認，但被空閑看破。
六田梨香（Rokuden Rika）
漆間隊隊員，操作員。
對於執著賺錢的隊長感到煩惱頭疼，在日常生活方面有點迷糊的樣子。
遠征選拔篇，被編為古寺第6隊。不擅長平行處理而在模擬戰鬥後半部分處於苦戰。

#### B級15位 海老名隊
級別戰排名：第18位（初登場） ⇒ 第15位（賽季結束後）。
- 第七場比賽：對手為香取隊、諏訪隊及柿崎隊，地圖、天氣未知，全員陣亡，總比分為2:4:4:3，落敗，排名未知。

海老名貴大（Takahiro Ebina）
海老名隊隊長，萬能手（全方位戰士）。
乙川由紀人（Yukito Otogawa）
海老名隊隊員，狙擊手。
茂手木翔（Shō Motegi）
海老名隊隊員，攻擊手。
武富櫻子（Sakurako Taketomi）
配音：水澤史繪（日本）；黃玉奇（台灣）；陳雪瑩（香港）
舞台劇演員：伊波杏樹（第3～4彈）
年齡：15歲（女中學生）。
海老名隊隊員，操作員。
於故事開始的兩年前入隊。是排名戰實況評述系統的創始人，因為排名戰實況只會保留影像資料，會暗中把評述的聲帶錄下，然後一邊聽一邊奸笑，並曾以此脅迫太刀川與之交易。
B級排名戰篇，負責主持評述玉狛第二的第一場、第二場、第五場、第八場比賽。

#### B級16位 早川隊
級別戰排名：第14位（初登場） ⇒ 第16位（賽季結束後）。
早川悟（Satoru Hayakawa）
早川隊隊長，萬能手（全方位戰士）。
船橋了午（Ryōgo Funabashi）
早川隊隊員，槍手。
丸井星司（Seiji Marui）
早川隊隊員，槍手。
田屋麻美（Asami Taya）
早川隊隊員，操作員。

#### B級17位 吉里隊
級別戰排名：第16位（初登場） ⇒ 第17位（賽季結束後）。
- 第一場比賽：敗於玉狛第二（三雲隊）。

吉里雄一郎（Yūichirō Yoshizato）
配音：小川慎太郎（日本）；鄒韋（台灣）
吉里隊隊長，槍手。
北添秀高（Hidetaka Kitazoe）
配音：小杉史哉（日本）；高銘孝（台灣）
吉里隊隊員，萬能手（全方位戰士）。北添尋的弟弟。
月見花緒（Hanao Tsukimi）
配音：野口百合（日本）；張雅婕（台灣）
吉里隊隊員，攻擊手。月見蓮的妹妹。
朝霧飛鳥（Asuka Asagiri）
吉里隊隊員，操作員。

#### B級18位 茶野隊
級別戰排名：第19位（初登場） ⇒ 第18位（賽季結束後）。
茶野真（Makoto Chano）
配音：高岡香（日本）；黃玉奇（台灣）
年齡：16歳（高中生），生日：10月30日（時鐘座），血型：B型，身高：168cm。
茶野隊隊長，槍手。穿著男裝的女性。
於故事開始的一年前入隊。大規模侵略戰中，曾誤會遊真為敵方人型近界民而攻擊，後敗於蘭巴涅因，侵略戰後全隊被授予二級戰績。
藤澤樹（Itsuki Fujisawa）
配音：庄司宇芽香（日本）；張雅婕（台灣）
年齡：16歳（高中生），生日：4月10日（遊隼座），血型：AB型，身高：174cm。
茶野隊隊員，槍手。
於故事開始的兩年前入隊。大規模侵略戰中，曾誤會遊真為敵方人型近界民而攻擊，後敗於蘭巴涅因，侵略戰後全隊被授予二級戰績。
十倉惠（Megumi Tokura）
年齡：17歲（高中生），5月1日（天貓座），血型：A型，身高156cm。
茶野隊隊員，操作員。

#### B級19位 常盤隊
B級第20位（初登場） ⇒ B級第19位（賽季結束後）。
常盤守（Mamoru Tokiwa）
常盤隊隊長，攻擊手。
齋藤鴇哉（Tokiya Saitō）
常盤隊隊員，狙擊手。
宇都宮和歌（Waka Utsunomiya）
常盤隊隊員，槍手。
計良佳深（Yoshinobu Kera）
常盤隊隊員，攻擊手。
七尾葉月（Hazuki Nanao）
常盤隊隊員，操作員。

#### B級20位 松代隊
B級第15位（初登場） ⇒ B級第20位（賽季結束後）。
松代仁（Hitoshi Matsushiro）
松代隊隊長，槍手。
箱田正邦（Hitoshi Matsushiro）
松代隊隊員，特殊工作兵。
土崎祐也（Yūya Tsuchizaki）
松代隊隊員，攻擊手。
羽鳥步（Ayumu Hatori）
松代隊隊員，操作員。

#### B級21位 間宮隊
B級第17位（初登場） ⇒ B級第21位（賽季結束後）。
- 第一場比賽：敗於玉狛第二（三雲隊）。

間宮桂三（Keizō Mamiya）
配音：阿座上洋平（日本）；吳東原（台灣）
間宮隊隊長，射手。
鯉沼三彌（Mitsuya Koinuma）
配音：荒井聰太（日本）；陳余寬（台灣）
間宮隊隊員，射手。
秦捻（Minoru Hata）
間宮隊隊員，射手。
楠本葵（Aoi Kusumoto）
間宮隊隊員，操作員。

### C級隊員
夏目出穗（Izuho Natsume）
配音：今野宏美（日本）；邱佩轝（台灣）；何凱怡（香港）
年齡：14歳（女中學生），生日：4月12日（遊隼座），血型：B型，身高：157cm，喜歡的東西：漢堡、天婦羅、空手道。
BORDER本部C級隊員，狙撃手。於故事開始的一個半月前入隊，所屬玉狛派。千佳的好友，約定與千佳一起成為正式隊員。
原本狙擊排名在中下游，自從接受當真指導後，改掉了狙擊會偏向左邊的習慣，之後狙擊排名便突飛猛進。總是使用朱䴉的原因，是對千佳用朱䴉把基地牆壁打穿的印象太過強烈。自身氣場容易吸引動物和小孩子，但本人對此不是特別高興的樣子。從大規模侵略戰篇起，經常帶著一隻貓在她頭上。

#### 甲田隊
自行組成「甲田隊」的C級隊員3人組，但因為是C級並未登錄名冊。遊真稱呼他們為新人「新三笨蛋」（Kōda Unit），後來分別成為遊真與休斯晉升B級的【墊腳石】。
甲田照輝（Teruteru Kōda）
配音：金本涼輔（日本）；高銘孝（台灣）；楊智聰（香港）
年齡：16歲（男高中生）。甲田隊隊長，槍手。於故事開始的一個半月前入隊。
早乙女文史（Fumifumi Saotome）
配音：新井良平（日本）；吳東原（台灣）
年齡：16歲（男高中生）。甲田隊隊員，槍手。於故事開始的一個半月前入隊。
丙秀英（Hidehide Hinoe）
配音：半田裕典（日本）；吳愷笛（台灣）
年齡：16歲（男高中生）。甲田隊隊員，攻擊手。於故事開始的一個半月前入隊。

### BORDER職員

#### 本部上層部
城戶正宗（Masamune Kido）
配音：桐本琢也（日本）；鄒韋（台灣）；周凱榮（香港）
舞台劇演員：早乙女じょうじ（第1～2彈）
年齡：42歲，生日：9月1日（大狼座），血型：O型，身高：178cm，喜歡的東西：家人、老電影、黑咖啡。
「BORDER」本部司令・最高司令官，城戶派。原「舊BORDER」的19名成員之一，與有吾是同輩。城府很深的男人，門的誘導防衛計劃、總部巨大基地的建設都是由他所擬案與主導，鬼怒田、根付、唐澤這三個幹部都是由他挖角來的。BORDER創始時還相當開朗，但在故事開始五年前的戰爭改變性格，因多名「舊BORDER」成員戰死而變得痛恨近界民，後離開「舊BORDER」並建立現在的BORDER。曾先後指派迅與遠征部隊去奪取遊真的黑觸發，最後因為迅交出「風刃」而選擇讓步。
忍田真史（Masafumi Shinoda）
配音：草尾毅（日本）；鄒韋（台灣）；黃尉斯（香港）
年齡：33歲，生日：10月16日（新月座），血型：A型，身高：181cm，喜歡的東西：自我鍛鍊、高湯蛋捲、醬油拉麵、機車。
「BORDER」本部長・防衛部隊指揮官，忍田派。原「舊BORDER」的19名成員之一。在本部使用普通觸發最強的男人，也是太刀川的劍術師父。為人正直，不喜歡無意義的傷害。城戶司令評論忍田是個頑皮的小鬼，其頑皮的事蹟，包括砍擊訓練時不小心把司令的車一刀兩斷。在大規模侵略中，與風間隊通過策略，擊破了入侵基地的艾涅德拉。
鬼怒田本吉（Motokichi Kinuta）
配音：鹽屋浩三（日本）；吳東原〈第5～37集〉→張敦喻〈第53～73集〉（台灣）；陳力航（香港）
年齡：48歲，生日：7月14日（天劍座），血型：B型，身高：161cm，喜歡的東西：家人、工作、杯麵、散步。
「BORDER」本部開發室長，城戶派。負責開發門誘導系統、架設總部基礎系統、順利量產普通觸發的有能的男人。已離婚，有一個正在讀國一且分居中的女兒，因此對年紀差不多的千佳感到親切，但因此被佐鳥誤以為蘿莉控，而原諒她打壞基地牆壁一事。離婚原因其實是因為鬼怒田不顧太太的意見，硬是讓太太和女兒回老家。
根付榮藏（Eizō Netsuki）
配音：島田敏（日本）；陳余寬（台灣）；楊智聰（香港）
年齡：39歲，生日：6月2日（天兔座），血型：A型，身高：167cm，喜歡的東西：紅茶、馬、園藝、收集BORDER商品。
「BORDER」媒體對策室長，城戶派。負責應付電視、報紙、雜誌等所有媒體，是個手腕高超的發言人，因此三門市裡反BORDER的團體很少，並處理與BORDER形象有關的所有事務。手中BORDER周邊和偶像、職業運動員、和動畫的周邊沒什麼差別，像嵐山隊的隊徽徽章，隊徽圖案的衣服都賣得很好。主對策室裡有非賣品的等身大嵐山人偶，有點毛骨悚然，現在計劃開發BORDER隊員卡牌和吉祥物。
唐澤克己（Katsumi Karasawa）
配音：竹本英史（日本）；鄒韋（台灣）；伍博民（香港）
年齡：33歲，生日：5月17日（猫座），血型：B型，身高：177cm，喜歡的東西：香菸、橄欖球、明太子、釜飯。
「BORDER」外務・營業部長，城戶派。負責替BORDER找資金，且負責與三門市、縣政府、日本國政府、外國等等進行協議和交涉。習慣採用較為懷柔的手段，即使是近界民只要沒有顯露敵意，就會設身處地地想，BORDER這邊在遠征時也不會希望一遇到近界民對方連話都不說就直接攻擊。學生時代玩過橄欖球，因此體力很好。在大規模侵略後與其他市民一同使用水管，並以槓桿原理的方式救出受困於其中的市民。暗地裏其實很支持修，認為他是個憨直的英雄。
澤村響子（Kyōko Sawamura）
配音：桑島法子（日本）；張雅婕（台灣）；陳雪瑩（香港）
年齡：25歲，生日：7月22日（天劍座），血型：A型，身高：164cm，喜歡的東西：支援本部長、活動身體、甘栗。
「BORDER」本部長輔佐，忍田派。於故事開始的四年前入隊，與東同期，在隊員時代的位置是戀愛中的突擊攻擊手。暗戀忍田，但因為忍田太有男子氣概而沒能告白。常被迅性騷擾摸屁股。

#### 玉狛支部
少數精銳的實力派集團。基地是買下之前用於調查河流而遭到廢棄的建築。目前成員有14人，林藤支部長、陽太郎、迅、憐士、修、遊真以及休斯都定居在支部，不過玉狛所有成員在支部都有專屬的個人房間，小南和宇佐美也經常來支部住。目前已經在規劃千佳的房間。原為舊BORDER本部所待的地方，當時成員原有19人。
林藤匠（Takumi Rindō）
配音：藤原啟治〈第一季〉→津田健次郎〈第二季起〉（日本）；吳愷笛（台灣）；吳嘉樂（香港）
舞台劇演員：鯨井康介（第1～3彈）
年齡：34歲，生日：11月2日（時鐘座），血型：AB型，身高：179cm，喜歡的東西：香煙、鹽拉麵、動物、釣魚（釣不到）。
玉狛支部的支部長。原「舊BORDER」成員。陽太郎的養父，百合的叔叔，風間進的師傅。時常吸菸的青年男子，性格隨和。
過去曾欠過空閑有吾的恩情，以保護遊真為目的將他招募到玉狛支部。
林藤陽太郎（Yōtarō Rindō）
配音：浦和惠（日本）；黃玉奇（台灣）；馮詠恩（香港）
舞台劇演員：芝﨑郁久也、立花利仁（第4彈，雙演員）
年齡：5歲，生日：9月22日（天狼座），血型：AB型，身高：98cm，喜歡的東西：女孩子、別人正在吃的零食、騎著雷神丸（寵物）散步。
玉狛支部的小少爺，林藤支部長的養子。頭盔是憐士做好送給他的，因為時常身處於戰事之中。隨著故事發展揭曉陽太郎的實際身分，為「舊BORDER」的同盟國「埃利斯泰拉」的王子。
擁有與動物對話的伴隨效應，但目前只是能對話，動物們對他下的指令都沒反應，和動物對話取決於對話動物的智慧水平，YES、NO、OK、OUT這種程度任何動物都可以讀取，基本來說都是陽太郎主動說話，然後接受應答這種感覺。
雷神丸（Raijinmaru）
配音：浦和惠（日本）
玉狛支部的吉祥物，是隻水豚，小南因被騙曾誤以為牠是狗，喜歡吃隔夜的咖哩。
實際並非生物，為「舊BORDER」的同盟國「埃利斯泰拉」的冠觸發，它還被賦予「保護陽太郎」的使命。
邁克爾·克羅寧（Mikhael Cronin）
配音：竹內良太（日本）
年齡：32歲。
玉狛支部兼BORDER本部的工程師。表面身分是加拿大人，實際身分是近界民，為「舊BORDER」的同盟國「埃利斯泰拉」的王家護衛兵。
先前因為去外縣招募隊員而外出，因而沒出現在玉狛的慶功會上，在休斯加入隊伍後回到玉狛支部，在對外的人物設定上為休斯的「叔叔」，後幫助休斯配置觸發。

#### 本部開發室
工程師所屬的部門，負責近界技術的解析及數據庫化，新觸發的開發，觸發的改良·改造，隊服的建模，基地內系統(排名戰系統等)的開發·拓展及補修等等。而邊境的觸發是由五個首席工程師指揮旗下團隊進行開發，並各自為自家開發完成的觸發進行命名。已知的首席工程師有雷藏以及邁克爾。
寺島雷藏（Raizō Terashima）
配音：荒井聰太（日本）；高銘孝（台灣）；陳漢祺（香港）
年齡：21歳。生日：11月5日（時鐘座）。血型：A型。身高：170cm。喜歡的東西：可樂、打盹、漫畫、擺弄觸發器。
本部開發室工程師，主任工程師。身材偏胖的男性。原本是頂尖的弧月使用者，後來在三年前轉職成工程師，是光魂的開發人，除了光魂、推進器外，也負責開發和改良炸裂彈。轉職起因是在三年前對於那段時期子彈觸發的流行與強化潮流感到不爽，忿而轉職成為工程師，以「對子彈觸發用刀刃」為理念，將盾與蠍子作為基底而開發出光魂。也就是在這個時期，雷藏他發福了。後來開發艾涅德拉的角移植到拉德裡。

#### 其他成員
忍田瑠花（Ruka Shinoda）
16歲，陽太郎的親姊姊，戶籍上則是由忍田當監護人。為「舊BORDER」的同盟國「埃利斯泰拉」的「埃利斯泰拉」的公主。負責操縱母觸發。
桐山諒治（Ryōji Kiriyama）
「舊BORDER」成員，後來調往「BORDER」本部，由林藤百合介紹其身分。
水沼誠二（Seiji Mizunuma）
人事部部長，是修去年落榜「BORDER」入隊考試後，向修說明考試評分規則的人員，是修的班導水沼老師的父親。

### BORDER前成員

#### 前隊員
鳩原未來（Mirai Hatohara）
配音：前田愛（日本）；邱佩轝（台灣）；何凱怡（香港）
年齡：18歳（高中生），生日：1月14日（鑰匙座），血型：O型，身高：158cm。
前二宮隊隊員，狙撃手。東的弟子。繪馬讓的師傅。
不能開槍打人，導致二宮隊未能入選遠征隊；曾經因不小心打到用變色龍進行隱密行動的歌川而臥病在床。因為未能入選遠征隊，故違反規定將觸發賣給民間人士雨取麟兒，並與「協力者」去了門的另一邊。此舉導致二宮隊由A級降為B級，她亦被BORDER解僱。
神田忠臣（kanda tadaomi）
年齡：18歳（高中生）。
前弓場隊隊員，萬能手。在戰鬥中，除了弓場以外作為指揮官發揮了重要作用。因為要考大學，在排名戰開打前就已經離隊。

#### 舊BORDER
舊BORDER（Old Border），由空閑有吾、最上宗一、城戶正宗三人共同創立，當時成員共有19人。因為與同盟國有約定，在5年前協助同盟國戰鬥，在攻打到「這邊的世界」之前，好不容易驅逐敵國，但相對的傷亡慘重。其中有10人在戰爭中犧牲，有數人變成黑觸發。現在有9位生還者，分別為：城戶司令、忍田本部長、林藤支部長、林藤百合、小南、迅、木崎、桐山、真都。
空閑有吾（Yūgo Kuga）
配音：田中秀幸（日本）；陳余寬（台灣）；伍博民（香港）
「舊BORDER」成員兼創始人，已故。與最上宗一曾是競爭對手，是遊真的父親。經常指出「BORDER」是連接這邊世界與近界民的橋樑。
在4年前，近界民戰爭中為了救遊真，以自身生命和全部三離子為代價做出黑觸發，將快要瀕死的遊真的肉體封印在觸發內部，用三離子做出全新的肉體給遊真，自身化作灰塵逝去。
最上宗一（Sōichi Mogami）
「舊BORDER」成員兼創始人，已故。與空閑有吾曾是競爭對手，是迅的師傅。
在5年前，傾注了自己的生命和全部三離子製作了黑觸發「風刃」。
九條真都（Mato Kujō）
「舊BORDER」成員。現已退出「BORDER」，回歸為普通人的生活，後由林藤百合介紹其身分。
風間進（Shin Kazama）
「舊BORDER」成員，已故。風間蒼也的哥哥，林藤支部長的弟子。
相馬健悟（Kengo Sōma）
「舊BORDER」成員，已故。拍攝照片時位於城戶政宗右側一位。
梅咲鐵彌（Tetsuya Umesaki）
「舊BORDER」成員，已故。拍攝照片時位於城戶政宗右側二位。
甲斐學（Manabu Kai）
「舊BORDER」成員，已故。拍攝照片時位於木崎磷士右側一位。
脇坂伊吹（Ibuki Wakisaka）
「舊BORDER」成員，已故。拍攝照片時位於九條真都右側一位以及桐山諒治左側一位。
鈴村基紀（Motoki Suzumura）
「舊BORDER」成員，已故。拍攝照片時位於迅悠一左側一位。
千尋麟太郎（Rintarō Chihiro）
「舊BORDER」成員，已故。拍攝照片時位於迅悠一左側二位。
行方楓（Kaede Namekata）
「舊BORDER」成員，已故。拍攝照片時位於小南桐繪右側二位。
平良響（Hibiki Taira）
「舊BORDER」成員，已故。拍攝照片時位於小南桐繪右側一位。

## 近界民

### 阿夫特克拉托爾
阿夫特克拉托爾的部隊以5到6人為一隊進行遠征，收集有三離子資質的他國居民。隊長和隊員皆穿著黑色斗篷與灰色制服，服裝上則標示代表官階或軍階的白色圓圈。遠征部隊成員大多是經過神之國特有的角技術移植強化三離子，實力非比尋常。
海連（Hairein）
配音：佐佐木望（日本）；高銘孝（台灣）；吳嘉樂（香港）
舞台劇演員：中村誠治郎（第2、4彈）
年齡：29歲，身高：180cm，喜歡的東西：完成任務、掩護同伴、高的地方、薄煎餅。
「阿夫特克拉托爾」遠征部隊司令官，貝爾提斯頓家族領主，使用黑觸發「卵之冠」。衣服左肩上有一個白色圓圈。頭上的角為黑色，由腦的兩側伸出。為人謹慎，負責遠征作戰的戰術及人員指揮，決定是否回收黑觸發及隊員。
大規模侵略戰，在修等人進行讓C級隊員撤退時現身戰場，打算親自捕捉「黃金雛鳥」千佳，期間與出水交戰，認為玄界士兵戰術優秀，想收回去當部下。後續被多名隊員牽制住，在最終要捕捉到千佳（當時修手上的三離子體已經不是千佳而是被調包成其他物品）時，被持有風刃的三輪意外攻擊，同時也被遊真和C級成隊員狙擊部隊夾擊，最後只好放棄黃金雛鳥便返回原國家。
作者設定原型是龍。
維札（Viza）
配音：中博史（日本）；陳余寬（台灣）；陸頌愚（香港）
舞台劇演員：根本正勝（第2彈）
年齡：65歲。身高：176cm。喜歡的東西：與未知的對手戰鬥、少量的酒、散步、給動物餵食。
「阿夫特克拉托爾」遠征部隊隊員，使用黑觸發「星之杖」，此黑觸發為神之國國寶。衣服上有四個白色圓圈。外貌是年約六十的白髮老人，頭上沒有接受角移植技術。是個溫和的老好人，具有豐富戰鬥經驗，好戰並且樂在其中。海連隊長稱為維札，其他隊員稱之為「維札翁」。
大規模侵略戰，執行任務開始時跟休斯一起進行捕捉千佳的計畫，後遭到玉狛第一所阻止，變成與休斯分開行動，維札一邊攻擊一邊拖住敵人，直到遊真用伴隨效應看穿謊言，才發覺這是維札的緩兵之計。最後被遊真以雙重三離子體擊敗，但因為享受到戰鬥的樂趣仍大感快意。
蜜拉（Mira）
配音：小堀友里繪（日本）；黃玉奇（台灣）；莊斯惠（香港）
舞台劇演員：松葉朋実（第2、4彈）
年齡：23歲，身高：162cm。
「阿夫特克拉托爾」遠征部隊操作員，使用黑觸發「窗之影」。衣服上有六個圓圈，制服和其他人不太一樣，主要是黑色系套裝跟絲襪為裝扮。主要輔助海連隊長，負責提供數值統計給海連參考。也負責三離子兵與隊員的投放，隊員及觸發的回收。
大規模侵略戰篇，後來在任務終場時，毫不留情地解決同僚艾涅德拉並回收「泥之王」。在大規模侵略戰最後為了阻止三雲，用攻擊用的小窗刺傷三雲。
作者設定原型是惡魔，在家鄉是連小孩子都害怕的女人。與海連家族訂有婚約，將來可能嫁給海連或蘭巴涅因其中一人。
艾涅德拉（Enedra）
配音：古川登志夫（日本）；吳東原〈第23～32集〉→張敦喻〈第64～72集〉（台灣）；甄思羽（香港）
舞台劇演員：丸山龍星（第2、4彈）
年齡：20歲。生日：不明，血型：不明，身高：182cm，喜歡的東西：蹂躪小嘍囉、獨斷獨行、蘋果。
前「阿夫特克拉托爾」遠征部隊隊員，使用黑觸發「泥之王」。衣服上有兩個白色圓圈。頭上的角為黑色，由額頭伸出。為人任性自大、好戰，常對海連隊長出言不遜，違抗命令。
大規模侵略戰，執行任務時進行擾亂邊境部隊的工作，與風間隊交手時，利用泥之王的特性，切斷風間的三離子供應器官取勝，但被風間看出實力差距而命令歌川與菊地原撤退。違反海連的命令，擅自入侵BORDER總部基地，殺害多名BORDER工程師，並與諏訪隊交手，被引誘進訓練室拖延時間。而後趕來的忍田本部長以普通觸發跟劍術找出其弱點，最後被風間隊的菊地原與歌川擊敗。蜜拉奉海連隊長的命令來回收黑觸發，並給艾涅德拉致命的攻擊。根據蜜拉的說法，頭上的角已經侵蝕入大腦，造成其中一個眼睛黑化並且性格變得暴躁難以駕馭。
後來肉體被BORDER保存，本體死後，利用艾涅德拉頭上的角，角因為同化了大腦而保有人格特質，植入拉德成為情報來源，現已確定存活。告訴本部情報，自稱是為了找海連他們報仇，但遊真說他有一部分是說謊。
作者設定原型是般若。
蘭巴涅因（Lamvanein）
配音：柳田淳一（日本）；鄒韋（台灣）；楊智聰（香港）
舞台劇演員：新井將（第2彈）
年齡：24歲，身高：202cm，喜歡的東西：與難纏的敵人交手、肉與酒、飛天。
「阿夫特克拉托爾」遠征部隊隊員，使用觸發「雷之羽」。衣服上有三個白色圓圈。頭上的角為白色，由額頭延伸而出個性好戰，外表粗枝大葉，內在很細心，有時候會不小心稱呼海連為「哥哥」，但馬上又會改口為隊長，可見不拘小節但遵守規定。
大規模侵略戰，執行任務開始時，首戰對上東隊隊長東春秋、來馬隊的別役太一，以及茶野隊，只用一擊砲擊便突破茶野隊的兩防禦，並打倒太一。而後被出水、米屋、綠川A級三人，加上B級聯合部隊通力合作擊敗。最後被蜜拉救走，也不灰心，反而覺得享受到戰鬥的樂趣而大感快意。
作者設定原型是赤鬼，性格是武將。
休斯（Hyuse）
配音：島﨑信長（日本）；吳愷笛（台灣）；伍博民（香港）
舞台劇演員：阪本奨悟（第2彈）、山本一慶（第4～5彈）
年齡：16歲，身高：171公分，喜歡的食物：雞肉的燉菜、日式炸豬排飯、鯛魚燒。生魚。
前「阿夫特克拉托爾」遠征部隊隊員，艾林家族族員，使用觸發「蝶之盾」。8歲起跟維札學習劍術，14歲時得到蝶之盾。頭上的角為白色，由頭腦兩側延伸出去。與艾涅德拉不合，強調尊敬長官的權威。現為「BORDER」玉狛第二隊員兼第二王牌，萬能手。被空閑評價：「性格愛較真，很有責任感。」
大規模侵略戰，執行任務開始時，休斯原本應該也要投入敵人後方進行擾敵作戰，卻因為海連小隊觀測到三離子能力強大的雨取千佳之存在，而改為與維札一起進行捕捉千佳的任務。而後因為被迅悠一纏住，趕不及回到遠征艇，休斯就此被留在玄界。但這僅是表面上的理由，據具有艾涅德拉意識的三離子兵拉德所言，真正原因似乎和神之國內部紛爭有關，遭到海連以「有抓到黃金雛鳥就連休斯一起帶回，沒抓到則將休斯棄置在玄界」為理由留下。
為了回到故鄉保護自己的主君，於是願意與玉狛支部合作，但不願意提供阿夫特克拉托爾的任何訊息，並加入想要參與遠征的玉狛第二。對玉狛支部的人很冷淡，指雙方是合作關係，而非同伴，但唯獨和林藤陽太郎很聊得來，稱他為「前輩」。於入隊儀式中秒殺同期新人使分數躍升至3000，之後與遊真一樣秒殺新三笨蛋，分數順利標準，僅不到一天時間便升級為B級隊員。
在B級排位賽顯示的姓名為：休斯·克羅寧，使用的主觸發為：弧月（選配觸發為旋空）；副觸發為：毒蛇、護城盾、蓑衣蟲。並在排名戰前與空閑打過個人賽，比分為8-12落敗。在B級排位賽第八輪賽事中，開場沒多久被生駒隊全隊、弓場與帶島雙人小組、犬飼七人圍攻，在一番交戰中嚴重受傷，之後用殺手鐧-毒蛇帶走生駒，並想要再用毒蛇擊殺生駒隊的南澤時，被水上反將一軍，最後被南澤擊殺緊急脫離。
遠征選拔篇，被分在若村第11隊。由於若村不適應隊長位置，三天模擬戰鬥中只取得3勝16敗11平的成績排榜末，而休斯不懂日文也導致隊伍進度落後。於模擬三離子兵戰鬥中利用自己高三離子量優勢製造出能兼顧攻守的飛行型兵打出不錯的成績。讓隊伍雖仍敬陪末席，但成功追近其他中下游的隊伍。在若村提問下，以直接手法指出，因為隊長香取太強讓隊伍很快升至B級上位，讓若村缺少基礎的團隊合作訓練，也沒有像三雲那樣有像需要短期內參加遠征的緊逼感，導致若村基礎打不好，又沒有發現自己原地踏步。並建議若村脫離香取隊從新出發鍛練，並以自己不會踏自行車而若村能夠的例子告訴若村他能透過訓練來做到原本做不到的事，以此鼓勵艾村振作，獲得大多數A級隊員的好評。

### 伽洛普拉
伽洛普拉遠征隊的六人皆穿著黑灰相間的高領衫，左側衣服的扣子疑似代表軍階。變身為三離子體後多了黑色手套和肩甲，衣服後方改為裝甲，下方配備數十顆門發信器。自身的三離子兵戰力為十三隻霸姆斯塔和十隻莫爾默德，還加上同為附屬國的羅德克倫提供的200隻多葛和95隻愛朵拉，近三百隻三離子兵。
嘉特林（Gatlin）
配音：江川央生（日本）
舞台劇演員：小柳心（第4彈）
年齡：35歲，身高：189cm，喜歡的東西：家人、魚肉串湯、鹿肉濃湯。
「伽洛普拉」遠征隊隊長，衣服上的扣子為一顆。適應觸發為「處刑者」。是個留著寸頭，額頭上方有一道刀疤，留著絡腮鬍的中年男性。被天羽評估顏色和忍田很像，很難對付。在戰前會議中以「不需要為了討好神之國去招惹這種對手」為由，在上級給予的「阻擋玄界」的指示中，決定對BORDER基地發動攻擊並計畫破壞遠征艇，阻止玄界的追擊。
戰鬥開始後和拉塔、維茵二人裝扮成愛朵拉，手拿穿牆觸發製造通道入侵進基地裡，打算走最短路徑通往遠征艇並在前進期間盡可能無視敵人，隨後指示其他隊員做好份內的任務，途中遭遇手拿風刃的迅，在他用九發風刃襲向他們後，因其性能已被神之國得知，三人便合力用五個盾抵擋住攻勢。在薇恩遭遇那須、熊谷二人而留下後，自己和拉塔依照幼美的指示繼續向遠征艇的方向邁進，之後遇上太刀川、風間、小南、村上組成的遠征艦防衛小隊，並與拉塔利可夫一同開啟觸發，進行戰鬥；最後被太刀川以自殺攻擊，連同自己和太刀川一起被小南一刀兩斷，戰敗緊急脫出。
科斯凱洛（Koskero）
配音：津田健次郎（日本）
年齡：28歲，身高：191cm，喜歡的東西：雞肉、奶酪、麵包、讀書。
「伽洛普拉」遠征隊副隊長，衣服上的扣子為兩顆。適應觸發為「黑壁」。是個左右兩邊瀏海較短，中間瀏海快到鼻子，留著山羊鬍的青年男性。
聽到嘉特林提出的「對基地發動攻擊」的指示後表示不解，說道捕捉觸發使用者能給玄界造成實際損失也能完成神之國給予的「拖住玄界」的指令，聽到嘉特林講明緣由後像是意識到自己講的話的嚴重性而不再有異議。在B級排名戰開始當天結束為期三天偵查並對近幾天進行防衛任務的部隊水準進行評估，說道香取隊算是中等水準，「昨天用槍的那位（已確認是米屋）」更強。任務開始後，和雷金一同在警戒區域周圍的街區放出煙火型的門發信器，放出數十隻多葛以拖住狙擊手。之後遭遇三輪、米屋二人，準備與二人戰鬥。在作戰會議上也會發出正經意見的常識派副隊長。最後被三輪用計以及迅的風刃幹掉了，評價為1對1的話應該是相當厲害。從愛用無力化類型的觸發器來看，其實可能並不怎麼喜歡戰鬥。
薇恩·蘇（Wen Sō）
配音：園崎未惠（日本）
年齡：24歲，身高：164cm，喜歡的東西：柳橙、蜂蜜、午睡、狗。
「伽洛普拉」遠征隊隊員，衣服上的扣子為三顆。適應觸發為「蒿之兵」。伽洛普拉的大姐頭擔當，是遠征隊中唯一的女性，對已決定的事並不會抱怨而一心完成任務的軍人系女子。被天羽評估實力是A級以上的厲害顏色。
在戰前會議與雷金解釋道為何不抓人的原因「國家太小不能隨意樹敵」。任務開始後與和拉塔偽裝成愛朵拉後，經由穿牆觸發侵入基地，被嘉特林指示負責「阻擋追兵」。在途中遇到使用風刃的迅，與其他人合力用五面盾抵擋住攻勢。之後被那須的變化彈不斷追擊而決定留下來與那須、熊谷對峙，之後從戰鬥服後方配備的門發信器中取出四個並插在地下，召喚出四隻和多葛很像的三離子兵後準備與二人對戰。最後在菊地原的幫助下，被那須及熊谷擊敗。
據說在jump中有著就算男性角色將女性角色打倒了也不會使氣氛高漲起來的風潮，因此她成了那須隊的對戰對手。
雷基德斯（Reghindetz）
配音：村瀨步（日本）
年齡：17歲，身高：171cm，喜歡的東西：隊長的老婆煮的濃湯、蘋果、賭牌（很弱）。
「伽洛普拉」遠征隊隊員，衣服上的扣子為四顆。適應觸發為「劍龍」。髮型和時枝相似，是個留著淡色妹妹頭的男性。嘉特林簡稱其為雷金。
任務開始後，和幼美一同在警戒區域周圍的街區放出三離子兵以拖住BORDER隊員，之後發現隊友節節敗退，想到一計要假裝攻擊玄界民宅區來吸引BORDER隊員，但被迅的伴隨效應看穿，因此無人上當，同時也遇到想返回神之國的休斯，並想起神之國攻擊伽洛普拉一事；最後想用計略以及玄界的監視錄影器，將伽洛普拉攻擊玄界的仇恨值轉移到神之國身上，不料被休斯和陽太郎將計就計反將一軍而腦羞，開啟觸發攻擊休斯一行人，但完全不敵從陽太郎手上給予的「蝶之盾」的休斯，戰敗緊急脫離；回到伽洛普拉遠征艇上時非常懊惱。
拉塔利可夫／奧爾康·馬達克（Ratarikov）
配音：豐永利行（日本）
年齡：17歲，身高：174cm，喜歡的東西：肉派、白葡萄酒、等間距排列的東西。
「伽洛普拉」遠征隊隊員，衣服上的扣子為五顆。適應觸發為「舞者」。是伽洛普拉逃亡中的第四王子，奧爾康·馬達克。髮型和嘉特林相似，留著寸頭的青年男性。嘉特林簡稱其為拉塔。被天羽評估實力是A級以上的厲害顏色。
任務開始後與嘉特林和薇恩偽裝成愛朵拉後，經由穿牆觸發侵入基地，被嘉特林指示負責「和自己一起去破壞目標（遠征艇）」。在途中遇到使用風刃的迅，與其他人合力用五面盾抵擋住攻勢，之後遇上太刀川、風間、小楠、村上組成的遠征艦防衛小隊，並與嘉特林一同開啟觸發，進行戰鬥；最後被風間壓制，戰敗緊急脫離；期間對於太刀川、風間、小南、村上等人的戰鬥，都有著一定程度上的佩服。
幼美（Yomi，由米）
配音：白石涼子（日本）
年齡：14歲，身高：157cm，喜歡的東西：加了很多砂糖的熱牛奶、可可口糧（巧克力)、三離子勞作。
「伽洛普拉」遠征隊操作員，衣服上的扣子為六顆。是個頭戴探測頭盔，露出些許瀏海的男孩。獨立開發出愛朵拉操縱裝置的天才工程師，年紀輕輕便站穩嘉洛普拉技術開發室組長的位子，是遠征團最重要的戰力。他那獨特的觸發改造技術，就連阿夫特克拉托爾都想要挖角他。具有「完全平行並列思考」的伴隨效應。
在戰前會議時，負責將自身戰力和神之國提供的玄界戰力情報以3D配置圖的型式顯現在螢幕上並分析其實際戰力，說道玄界戰鬥員人數約是情報（部隊約40-50人）所說的三倍（約150人以上），其中多數可能是雛鳥不用算做戰鬥力。玄界至少有一個黑觸發（可能是指遊真的黑觸發或是風刃），多則三個。以及自身戰力配置圖給顯示出來具有能將探知觸發無效化的能力。在任務中負責全隊支援，指示入侵到基地的三人到達遠征艇的路徑，也可透過操縱裝置控制兩隻愛朵拉加入戰局。

### 卡爾瓦里亞
游真和有吾4年前为其抗争的城塞国家。
萊蒙德（Raymond）
配音：増谷康紀（日本）；鄒韋（台灣）
年齡：40歲。卡爾瓦里亞的防衛團團長，有兩個孩子。
伊茲卡佳（Izukacha）
配音：鎌田梢（日本）；張雅婕（台灣）
年齡：18歲。卡爾瓦里亞國民，萊蒙德的女兒。
維塔諾（Vittarno）
配音：鐵炮塚葉子（日本）；李昀晴（台灣）
年齡：13歲。卡爾瓦里亞國民，萊蒙德的兒子。

## 一般市民
三雲香澄（Kasumi Mikumo）
配音：前田愛（日本）；邱佩轝（台灣）；馮詠恩（香港）
年齡：39歲。三雲修的母親。冷酷美人。樣貌與年紀看起來不符的年輕，曾被誤認是修的姐姐。
在修提出想進入「BORDER」時強烈反對修加入，在得知修受重傷時有著「所以不是說了嘛」的想法。不過後來在院照顧修期間，看到不少人來探望重傷的修，卻沒有人說還是離開的好，心中疑惑著到底為甚麼時，看到了在記者會中修的問答，認為修找到了自己該做的事，轉而支持修。並留下了說要是修到了真的不想做的時候，她會拿著繩子套著他的腦袋把他給拖回去，充分顯示出其實還是擔心著修的心情。
雨取麟兒（Rinji Amatori）
配音：野島裕史（日本）；鄒韋（台灣）；黃尉斯（香港）
舞台劇演員：櫻井圭登（第3彈）
年齡：20歲（失蹤時）。千佳的哥哥，修的家庭教師。
曾經拜託修，如果自己出事，千佳就託付給他照顧，後來跟不明人士暗中調查近界因此失蹤。
春川青葉（Aoba Harukawa）
配音：三上枝織（日本）；張雅婕（台灣）；陳雪瑩（香港）
千佳小學時的朋友，後來失蹤，被近界民抓走。

### 三門市立第三中學校
森林老師（Moribayashi）
配音：德山靖彥（日本）；鄒韋（台灣）；楊智聰（香港）
中學校年級主任。
水沼老師（Mizunuma）
配音：庄司宇芽香（日本）；李昀晴（台灣）；馮詠恩（香港）
3年3班的班導，三雲和遊真的教師。
一之瀬（Ichinose）
配音：中尾衣里（日本）；張雅婕（台灣）；梁善婷（香港）
3年3班的女學生，三雲和遊真的同學，所屬運動系社團的文靜少女。
二木（Futatsugi）
配音：小堀友里繪（日本）；黃玉奇（台灣）；陳雪瑩（香港）
3年3班的女學生，三雲和遊真的同學，所屬文學系社團的活潑少女。
三好（Miyoshi）
配音：半田裕典（日本）；陳余寬（台灣）；伍博民（香港）
3年3班的男學生，三雲和遊真的同學，十分崇拜「BORDER」，能夠把全部正式隊員的名字說出來。
四谷（Yotsuya）
配音：新井良平（日本）；鄒韋（台灣）
3年3班的男學生，三雲和遊真的同學，十分崇拜「BORDER」的天然少年。
嵐山副（Fuku Arashiyama）
配音：菅沼久義（日本）；張雅婕（台灣）；馮詠恩（香港）
2年級的男學生，嵐山准的弟弟。
嵐山佐輔（Saho Arashiyama）
配音：今野宏美（日本）；黃玉奇（台灣）；吳茵（香港）
2年級的女學生，嵐山准的妹妹。
三笨蛋（3 Idiots）
配音：岩田光央、根本幸多、三浦祥朗（日本）；鄒韋、陳余寬、吳東原（台灣）；周凱榮、吳嘉樂、黃尉斯（香港）
3年3班的男學生，不良少年，被遊真稱為三笨蛋。

## 動畫原創角色
動畫原創「逃亡者篇」登場角色。
傑諾（Xeno）
配音：阪口大助（日本）；張敦喻（台灣）；張振熙（香港）
與莉莉絲一起逃亡的天才工程師，非常反對用了就拋棄的泛用型三離子兵，並把三離子兵當作同伴對待。期初很不信任修一行人，隨著故事推進慢慢開始信任，故事最後修好了船與莉莉絲回到近界去。
莉莉絲（Lilith）
配音：能登麻美子（日本）；李昀晴（台灣）；石梓晴（香港）
個性亮麗活潑，對玄界的所有事物感到新奇，並不是人類，年齡為人類的2歲半，被稱為「美麗的破壞女神」，為埃爾加迪斯科學家拉米亞製造出來的最強戰爭用三離子兵器。有著與人類相同的感官，在被消除記憶投入戰爭之前，被傑諾救出逃亡至玄界。故事最後修好了船與傑諾回到近界去。
奇夫（Gieve）
配音：櫻井孝宏（日本）；高銘孝（台灣）；伍博民（香港）
金色長髮的男性，因在戰場上屢屢創下輝煌的功績，被國家授予「埃爾加迪斯的英雄」的稱號。黑觸發使用者。被國家命令把兵器莉莉絲帶回埃爾加迪斯，並一路追殺傑諾與莉莉絲到玄界。後得知跟莉莉絲一樣是拉米亞製造出來的最強戰爭用三離子兵器，被稱為失敗品，由於被洗腦所以有著對傑諾異常的仇恨，最後被修一行人打敗，與加洛一起自爆消失在這世間。
加洛（Charon）
配音：玉川砂記子（日本）；黃玉奇（台灣）
與奇夫一起行動的自律型三離子兵，洗腦並控制奇夫的行動，故事最後被奇夫拉著一起自爆。
拉米亞（Lamia）
配音：玉川砂記子（日本）；邱佩轝（台灣）
亂星國家「埃爾加迪斯」首席科學家，奇夫與莉莉絲的製造者，也是教導莉莉絲知識與語言的人。
武田心愛（Kokoa Takeda）
配音：Pile（日本）；張雅婕（台灣）；姜嘉蕾（香港）
於動畫第60集登場，與陽太郎有一面之緣的女高中生。